# Tornei di tennis femminili nel 1966
Prima della nascita del WTA Tour, ossia l'apertura alle tenniste professioniste dei tornei che prima di quell'anno erano riservati alle tenniste dilettanti, tutti gli eventi più importanti erano amatoriali, tra questi c'erano i tornei del Grande Slam: gli Australian Championships, gli Internazionali di Francia, il Torneo di Wimbledon e gli U.S. National Championships.

## Gennaio
| Settimana  | Torneo                                                                                   | Vincitore                                         | FINalista                                  | Semifinalisti | Eliminati ai quarti |
| ---------- | ---------------------------------------------------------------------------------------- | ------------------------------------------------- | ------------------------------------------ | ------------- | ------------------- |
| 1º gennaio | Faucombridge Trophy 1966 Valencia, Spagna Terra rossa Singolare - Doppio                 | Maria-Carmen Coronado 6-3 3-6 6-4                 | Ana-Maria Estalella                        |               |                     |
| 1º gennaio | Faucombridge Trophy 1966 Valencia, Spagna Terra rossa Singolare - Doppio                 |                                                   |                                            |               |                     |
| 2 gennaio  | Eastern Province Championships 1966 Port Elizabeth, Sudafrica Cemento Singolare - Doppio | Annette Van Zyl 0-6 6-1 6-3                       | Ann Haydon Jones                           |               |                     |
| 2 gennaio  | Eastern Province Championships 1966 Port Elizabeth, Sudafrica Cemento Singolare - Doppio | Françoise Dürr Jeanine Lieffrig 6-4 6-4           | Annette Van Zyl Ann Haydon Jones           |               |                     |
| 8 gennaio  | Border Championships 1966 East London, Sudafrica Cemento Singolare - Doppio              | Annette Van Zyl 6-3 2-6 8-6                       | Ann Haydon Jones                           |               |                     |
| 8 gennaio  | Border Championships 1966 East London, Sudafrica Cemento Singolare - Doppio              | Françoise Dürr Jeanine Lieffrig 4-6 6-4 6-4       | Ann Haydon Jones Annette Van Zyl           |               |                     |
| 9 gennaio  | Sydney Manly Seaside Championships 1966 Sydney, Australia Erba Singolare - Doppio        | Jan Lehane 1-6 6-4 6-3                            | Madonna Schacht                            |               |                     |
| 9 gennaio  | Sydney Manly Seaside Championships 1966 Sydney, Australia Erba Singolare - Doppio        | Karen Krantzcke Pat Turner 3-6 8-6 10-8           | Jan Lehane Madonna Schacht                 |               |                     |
| 9 gennaio  | Sydney Manly Seaside Championships 1966 Sydney, Australia Erba Singolare - Doppio        | Doppio misto: Helen Gourlay Bill Bowrey 6-4 6-4   | Jan Lehane Owen Davidson                   |               |                     |
| 9 gennaio  | Central India Championships 1966 Allahabad, India Erba Singolare - Doppio                | Tiiu Soome 11-9 6-2                               | Nirupama Vasant                            |               |                     |
| 9 gennaio  | Central India Championships 1966 Allahabad, India Erba Singolare - Doppio                |                                                   |                                            |               |                     |
| 9 gennaio  | Florida State Championships 1966 Orlando, USA Terra rossa Singolare - Doppio             | Alice Luthy-Tym 6-8 7-5 6-3                       | Nancy Corse-Reed                           |               |                     |
| 9 gennaio  | Florida State Championships 1966 Orlando, USA Terra rossa Singolare - Doppio             | Nancy Corse-Reed Betty Pratt 6-4 6-4              | Wendy Overton Voster                       |               |                     |
| 10 gennaio | San Diego March of Dimes Tournament 1966 San Diego, USA Cemento Singolare - Doppio       | Valerie Ziegenfuss 6-1 6-1                        | Kristien Shaw-Kemmer                       |               |                     |
| 10 gennaio | San Diego March of Dimes Tournament 1966 San Diego, USA Cemento Singolare - Doppio       |                                                   |                                            |               |                     |
| 14 gennaio | Tasmanian Championships 1966 Hobart, Australia Erba Singolare - Doppio                   | Judy Tegart-Dalton 8-6 3-6 6-2                    | Carole Caldwell Graebner                   |               |                     |
| 14 gennaio | Tasmanian Championships 1966 Hobart, Australia Erba Singolare - Doppio                   | Carole Caldwell Graebner Nancy Richey 2-6 7-5 6-1 | Judy Tegart-Dalton Monique Salfati-di Maso |               |                     |
| 14 gennaio | Tasmanian Championships 1966 Hobart, Australia Erba Singolare - Doppio                   | Doppio misto: Nancy Richey Tom Okker 6-2 6-1      | Owen Davidson Monique Salfati-di Maso      |               |                     |
| 15 gennaio | Western Province Championships 1966 Città del Capo, Sudafrica Cemento Singolare - Doppio | Annette Van Zyl 3-6 6-4 43 retired                | Ann Haydon Jones                           |               |                     |
| 15 gennaio | Western Province Championships 1966 Città del Capo, Sudafrica Cemento Singolare - Doppio | Annette Van Zyl Ann Haydon Jones 8-6 6-2          | Françoise Dürr Jeanine Lieffrig            |               |                     |
| 15 gennaio | Western Australian Championships 1966 Perth, Australia Erba Singolare - Doppio           | Margaret Smith-Court 6-3 6-1                      | Nancy Richey                               |               |                     |
| 15 gennaio | Western Australian Championships 1966 Perth, Australia Erba Singolare - Doppio           | Margaret Smith-Court Judy Tegart-Dalton walkover  | Nancy Richey Carole Caldwell Graebner      |               |                     |
| 15 gennaio | Western Australian Championships 1966 Perth, Australia Erba Singolare - Doppio           | Doppio misto: Judy Tegart Tony Roche 9-7 6-3      | Lesley Hunt Tom Okker                      |               |                     |
| 16 gennaio | South Florida Championships 1966 West Palm Beach, USA Terra rossa Singolare - Doppio     | Stephanie De Fina 6-4 6-0                         | Alice Luthy-Tym                            |               |                     |
| 16 gennaio | South Florida Championships 1966 West Palm Beach, USA Terra rossa Singolare - Doppio     |                                                   |                                            |               |                     |
| 16 gennaio | New Zealand Championships 1966 Auckland, Nuova Zelanda Erba Singolare - Doppio           | Kerry Melville Reid 6-2 6-3                       | Elizabeth Terry                            |               |                     |
| 16 gennaio | New Zealand Championships 1966 Auckland, Nuova Zelanda Erba Singolare - Doppio           | Margaret Kynaston Kerry Melville Reid 6-4 6-3     | Beryl Jenkins Jeanie Nelson                |               |                     |
| 16 gennaio | New Zealand Championships 1966 Auckland, Nuova Zelanda Erba Singolare - Doppio           | Doppio misto: Kerry Melville Hawkes               |                                            |               |                     |
| 17 gennaio | National and Northern India Championships 1966 New Delhi, India Singolare - Doppio       | Tiiu Soome 6-3 2-6 6-4                            | Marion Law                                 |               |                     |
| 17 gennaio | National and Northern India Championships 1966 New Delhi, India Singolare - Doppio       |                                                   |                                            |               |                     |
| 23 gennaio | City of Miami Championships 1966 Miami, USA Terra rossa Singolare - Doppio               | Stephanie De Fina 2-6 6-4 6-3                     | Nancy Corse-Reed                           |               |                     |
| 23 gennaio | City of Miami Championships 1966 Miami, USA Terra rossa Singolare - Doppio               |                                                   |                                            |               |                     |
| 23 gennaio | All India Hard Court Championships 1966 Trivandrum, India Terra rossa Singolare - Doppio | Tiiu Soome 6-4 6-4                                | Carol Ann Prosen                           |               |                     |
| 23 gennaio | All India Hard Court Championships 1966 Trivandrum, India Terra rossa Singolare - Doppio |                                                   |                                            |               |                     |
| 24 gennaio | Pierre Gillou Indoor 1966 Parigi, Francia Campo indoor Singolare - Doppio                | Rosa Maria Reyes Darmon 6-4 6-2                   | Aline Nenot                                |               |                     |
| 24 gennaio | Pierre Gillou Indoor 1966 Parigi, Francia Campo indoor Singolare - Doppio                | Rosa Maria Reyes Darmon Patricia Reyes 6-4 6-4    | Anne-Marie Rouchon Johanne Venturino       |               |                     |
| 25 gennaio | Torneo di Lima 1966 Lima, Perù Singolare - Doppio                                        | Norma Baylon 6-0 6-2                              | Maria Eugenia Guzman                       |               |                     |
| 25 gennaio | Torneo di Lima 1966 Lima, Perù Singolare - Doppio                                        |                                                   |                                            |               |                     |
| 30 gennaio | Natal Championships 1966 Durban, Sudafrica Cemento Singolare - Doppio                    | Annette Van Zyl 4-6 6-3 6-4                       | Ann Haydon Jones                           |               |                     |
| 30 gennaio | Natal Championships 1966 Durban, Sudafrica Cemento Singolare - Doppio                    | Annette Van Zyl Ann Haydon Jones 6-1 7-5          | Esme Emanuel Laura Rossouw                 |               |                     |
| 30 gennaio | Austin Smith Championships 1966 Fort Lauderdale, USA Terra rossa Singolare - Doppio      | Stephanie De Fina 5-7 7-5 6-2                     | Peachy Kellmeyer                           |               |                     |
| 30 gennaio | Austin Smith Championships 1966 Fort Lauderdale, USA Terra rossa Singolare - Doppio      | Stephanie De Fina Peachy Kellmeyer 4-6 7-5 6-1    | Nancy Corse-Reed Wall                      |               |                     |
| 31 gennaio | Australian Championships 1966 Sydney, Australia Erba Singolare - Doppio                  | Margaret Smith-Court walkover                     | Nancy Richey                               |               |                     |
| 31 gennaio | Australian Championships 1966 Sydney, Australia Erba Singolare - Doppio                  | Carole Caldwell Graebner Nancy Richey 6-4 7-5     | Margaret Smith-Court Lesley Turner Bowrey  |               |                     |

## Febbraio
| Settimana   | Torneo                                                                                         | Vincitore                                              | FINalista                                     | Semifinalisti | Eliminati ai quarti |
| ----------- | ---------------------------------------------------------------------------------------------- | ------------------------------------------------------ | --------------------------------------------- | ------------- | ------------------- |
| 6 febbraio  | Orange Free State Championships 1966 Bloemfontein, Sudafrica Singolare - Doppio                | Françoise Dürr sospesa per pioggia (titolo condiviso)  | Annette Van Zyl                               |               |                     |
| 6 febbraio  | Orange Free State Championships 1966 Bloemfontein, Sudafrica Singolare - Doppio                |                                                        |                                               |               |                     |
| 6 febbraio  | Madhya Pradesh Championships 1966 Hyderabad, India Singolare - Doppio                          | Carol Ann Prosen 7-5 6-2                               | Begum Khan                                    |               |                     |
| 6 febbraio  | Madhya Pradesh Championships 1966 Hyderabad, India Singolare - Doppio                          |                                                        |                                               |               |                     |
| 7 febbraio  | Moscow International Indoor Championships 1966 Mosca, URSS Campo indoor Singolare - Doppio     | Galina Bakšeeva 6-0 6-8 7-5                            | Maria Kull                                    |               |                     |
| 7 febbraio  | Moscow International Indoor Championships 1966 Mosca, URSS Campo indoor Singolare - Doppio     |                                                        |                                               |               |                     |
| 8 febbraio  | Riviera Championships 1966 Mentone, Francia Terra rossa Singolare - Doppio                     | Jill Blackman 3-6 6-3 6-4                              | Jacqueline Rees-Lewis Vives                   |               |                     |
| 8 febbraio  | Riviera Championships 1966 Mentone, Francia Terra rossa Singolare - Doppio                     | Winnie Shaw Joyce Williams                             | Rita Bentley Jill Blackman                    |               |                     |
| 13 febbraio | Auckland International Wills 1966 Auckland, Nuova Zelanda Erba Singolare - Doppio              | Margaret Smith-Court 6-1 6-1                           | Kerry Melville Reid                           |               |                     |
| 13 febbraio | Auckland International Wills 1966 Auckland, Nuova Zelanda Erba Singolare - Doppio              | Margaret Smith-Court Lesley Turner Bowrey 6-2 6-1      | Heather Robson Stephan                        |               |                     |
| 13 febbraio | Scandanavian Covered Court Championships 1966 Oslo, Norvegia Campo indoor Singolare - Doppio   | Helga Niessen Masthoff 6-4 6-1                         | Brigitta Lindstrom                            |               |                     |
| 13 febbraio | Scandanavian Covered Court Championships 1966 Oslo, Norvegia Campo indoor Singolare - Doppio   | Winnie Shaw Elizabeth Starkie 6-3 9-7                  | Kirsten Robsahm Helga Niessen Masthoff        |               |                     |
| 13 febbraio | San Francisco Golden Gate Tournament 1966 San Francisco, USA Cemento Singolare - Doppio        | Rosie Casals 6-4 6-1                                   | Lynn Abbes                                    |               |                     |
| 13 febbraio | San Francisco Golden Gate Tournament 1966 San Francisco, USA Cemento Singolare - Doppio        |                                                        |                                               |               |                     |
| 15 febbraio | New England Indoors 1966 Salem, USA Campo indoor Singolare - Doppio                            | Tory-Ann Fretz 6-4 2-6 6-3                             | Mary-Ann Eisel Curtis                         |               |                     |
| 15 febbraio | New England Indoors 1966 Salem, USA Campo indoor Singolare - Doppio                            | Mary-Ann Eisel Curtis Kathleen Harter 6-2 12-14 6-0    | Rosie Casals Billie Jean King                 |               |                     |
| 19 febbraio | US Indoors 1966 Boston, USA Campo indoor Singolare - Doppio                                    | Billie Jean King 6-0 6-2                               | Mary-Ann Eisel Curtis                         |               |                     |
| 19 febbraio | US Indoors 1966 Boston, USA Campo indoor Singolare - Doppio                                    | Rosie Casals Billie Jean King 3-6 6-4 6-2              | Carol Hanks-Aucamp Justina Bricka-Horwitz     |               |                     |
| 20 febbraio | Torneo di Cannes 1966 Cannes, Francia Terra rossa Singolare - Doppio                           | Ingrid Loeys 6-2 6-2                                   | Alex Soady                                    |               |                     |
| 20 febbraio | Torneo di Cannes 1966 Cannes, Francia Terra rossa Singolare - Doppio                           |                                                        |                                               |               |                     |
| 20 febbraio | German Covered Court Championships 1966 Brema, Germania Campo indoor Singolare - Doppio        | Ann Haydon Jones 7-9 7-5 6-3                           | Helga Niessen Masthoff                        |               |                     |
| 20 febbraio | German Covered Court Championships 1966 Brema, Germania Campo indoor Singolare - Doppio        | Ann Jones Elizabeth Starkie 6-0 8-6                    | Helga Niessen Heide Orth                      |               |                     |
| 20 febbraio | New South Wales Hard Court Championships 1966 Parkes, Australia Terra rossa Singolare - Doppio | Elizabeth Fenton 6-3 3-6 7-5                           | Karen Krantzcke                               |               |                     |
| 20 febbraio | New South Wales Hard Court Championships 1966 Parkes, Australia Terra rossa Singolare - Doppio | Karen Krantzcke Pat Turner 9-11 6-3 10-8               | Madonna Schacht Robyn Ebbern                  |               |                     |
| 20 febbraio | New South Wales Hard Court Championships 1966 Parkes, Australia Terra rossa Singolare - Doppio | Doppio misto: Bill Bowrey Madonna Schact               |                                               |               |                     |
| 20 febbraio | Philippine National Championships 1966 Manila, Filippine Singolare - Doppio                    | Desidera Ampon 6-1 6-2                                 | Patricia Yngayo                               |               |                     |
| 20 febbraio | Philippine National Championships 1966 Manila, Filippine Singolare - Doppio                    | Linda Lanuza Patricia Yngayo                           | Desidera Ampon Ang                            |               |                     |
| 27 febbraio | Australian Hard Court Championships 1966 Brisbane, Australia Terra rossa Singolare - Doppio    | Karen Krantzcke 6-1 6-2                                | Lexie Kenny                                   |               |                     |
| 27 febbraio | Australian Hard Court Championships 1966 Brisbane, Australia Terra rossa Singolare - Doppio    | Karen Krantzcke Pat Turner 9-11 6-3 10-8               | Madonna Schacht Robyn Ebbern                  |               |                     |
| 27 febbraio | Australian Hard Court Championships 1966 Brisbane, Australia Terra rossa Singolare - Doppio    | Doppio misto: Karen Krantzcke Pat Turner 9-11 6-3 10-8 | Madonna Schacht Robyn Ebbern                  |               |                     |
| 27 febbraio | Cannes Lawn Tennis Club Championships 1966 Cannes, Francia Terra rossa Singolare - Doppio      | Jacqueline Rees-Lewis Vives 6-3 6-3                    | Jill Townsend                                 |               |                     |
| 27 febbraio | Cannes Lawn Tennis Club Championships 1966 Cannes, Francia Terra rossa Singolare - Doppio      | Ingrid Loeys Faye Urban 9-11 6-3 10-8                  | Claudine Casa Jacqueline Rees-Lewis           |               |                     |
| 27 febbraio | French Covered Court Championships 1966 Parigi, Francia Campo indoor Singolare - Doppio        | Ann Haydon Jones 6-2 6-1                               | Frances MacLennan                             |               |                     |
| 27 febbraio | French Covered Court Championships 1966 Parigi, Francia Campo indoor Singolare - Doppio        | Ann Haydon Jones Virginia Wade 6-1 6-1                 | Rita Bentley Jill Blackman                    |               |                     |
| 27 febbraio | Dixie Championships 1966 Tampa, USA Terra rossa Singolare - Doppio                             | Elena Subirats 6-1 8-6                                 | Alice Luthy-Tym                               |               |                     |
| 27 febbraio | Dixie Championships 1966 Tampa, USA Terra rossa Singolare - Doppio                             | Betty Stöve Susan Behlmar 6-3 6-2                      | Monique Salfati-di Maso Maria-Carmen Coronado |               |                     |

## Marzo
| Settimana | Torneo | Vincitore                                                  | FINalista                                   | Semifinalisti | Eliminati ai quarti |
| --------- | --- | ---------------------------------------------------------- | ------------------------------------------- | ------------- | ------------------- |
| 6 marzo   | Cozon Cup Indoor Championships 1966 Lione, Francia Campo indoor Singolare - Doppio                               | Jill Blackman 13-11 6-2                                    | Rita Bentley                                |               |                     |
| 6 marzo   | Cozon Cup Indoor Championships 1966 Lione, Francia Campo indoor Singolare - Doppio                               |                                                            |                                             |               |                     |
| 6 marzo   | Trinidad International 1966 Port of Spain, Trinidad e Tobago Erba Singolare - Doppio                             | Robyn Ebbern 1-6 7-5 6-4                                   | Elena Subirats                              |               |                     |
| 6 marzo   | Trinidad International 1966 Port of Spain, Trinidad e Tobago Erba Singolare - Doppio                             | Robyn Ebbern Madonna Schacht 6-3 4-6 6-3                   | Lourdes Gongorga Elena Subirats             |               |                     |
| 6 marzo   | Trinidad International 1966 Port of Spain, Trinidad e Tobago Erba Singolare - Doppio                             | Doppio misto: Madonna Schact Tony Roche 7-5 6-3            | Robyn Ebbern Rex Holmberg                   |               |                     |
| 6 marzo   | Dutch Covered Court Championships 1966 Zuidlaren, Paesi Bassi Campo indoor Singolare - Doppio                    | Els Spruyt 6-3 6-1                                         | Elizabeth Starkie                           |               |                     |
| 6 marzo   | Dutch Covered Court Championships 1966 Zuidlaren, Paesi Bassi Campo indoor Singolare - Doppio                    | Fay Toyne-Moore Bob Howe 6-1 6-3                           | Jenny Ridderhof Sluyter                     |               |                     |
| 6 marzo   | Dutch Covered Court Championships 1966 Zuidlaren, Paesi Bassi Campo indoor Singolare - Doppio                    | Doppio misto: Elizabeth Starkie Tony Roche 6-3 6-0         | Faye Toyne Raymond Moore                    |               |                     |
| 6 marzo   | Gallia Club Championships 1966 Cannes, Francia Terra rossa Singolare - Doppio                                    | Roberta Beltrame 7-5 7-5                                   | Ada Bakker                                  |               |                     |
| 6 marzo   | Gallia Club Championships 1966 Cannes, Francia Terra rossa Singolare - Doppio                                    | Louise Brown Faye Urban 6-3 6-2                            | Deckert Anne-Marie Studer                   |               |                     |
| 6 marzo   | Curacao International 1966 Curaçao, Paesi Bassi Terra rossa Singolare - Doppio                                   | Norma Baylon 6-4 6-2                                       | Donna Floyd-Fales                           |               |                     |
| 6 marzo   | Curacao International 1966 Curaçao, Paesi Bassi Terra rossa Singolare - Doppio                                   | Donna Floyd-Fales Betty Stöve 6-3 4-6 8-6                  | Norma Baylon Gail Sherriff Chanfreau Lovera |               |                     |
| 6 marzo   | Curacao International 1966 Curaçao, Paesi Bassi Terra rossa Singolare - Doppio                                   | Doppio misto: Norma Baylon Nikky Pilic 6-3 6-0             | Gail Sherrif Marty Mulligan                 |               |                     |
| 7 marzo   | Perth Championships 1966 Perth, Australia Singolare - Doppio                                                     | Lesley Hunt 6-0 3-6 6-1                                    | Gwenda Don                                  |               |                     |
| 7 marzo   | Perth Championships 1966 Perth, Australia Singolare - Doppio                                                     | B. Maddison MacKenzie 6-3 6-4                              | Gwenda Don L. Griffiths                     |               |                     |
| 13 marzo  | Colombia International 1966 Barranquilla, Colombia Terra rossa Singolare - Doppio                                | Norma Baylon 6-0 6-1                                       | Betty Stöve                                 |               |                     |
| 13 marzo  | Colombia International 1966 Barranquilla, Colombia Terra rossa Singolare - Doppio                                | Norma Baylon Gail Sherriff 4-6 6-1 6-0                     | Robyn Ebbern Madonna Schacht                |               |                     |
| 13 marzo  | Colombia International 1966 Barranquilla, Colombia Terra rossa Singolare - Doppio                                | Doppio misto: Norma Baylon Nikky Pilic 2-6 7-5 6-4         | Betty Stöve Dmitri Sturdza                  |               |                     |
| 13 marzo  | Egyptian International Cairo Championships 1966 Il Cairo, Egitto Terra rossa Singolare - Doppio                  | Helga Niessen Masthoff 6-2 6-0                             | Carol Ann Prosen                            |               |                     |
| 13 marzo  | Egyptian International Cairo Championships 1966 Il Cairo, Egitto Terra rossa Singolare - Doppio                  |                                                            |                                             |               |                     |
| 13 marzo  | Egyptian International Cairo Championships 1966 Il Cairo, Egitto Terra rossa Singolare - Doppio                  | Doppio misto: Carole Graebner Clark Graebner 9-7 4-6 7-5   | Helga Niessen Ion Țiriac                    |               |                     |
| 13 marzo  | Torneo di Beaulieu 1966 Cannes, Francia Terra rossa Singolare - Doppio                                           | Jill Blackman 7-5 6-3                                      | Winnie Shaw                                 |               |                     |
| 13 marzo  | Torneo di Beaulieu 1966 Cannes, Francia Terra rossa Singolare - Doppio                                           | Jill Blackman Rita Bentley 6-2 6-3                         | Mary Habicht Margaret Harris                |               |                     |
| 13 marzo  | Torneo di Beaulieu 1966 Cannes, Francia Terra rossa Singolare - Doppio                                           | Doppio misto: Faye Toyne Raymond Moore 7-5 6-3             | Joyce Williams Keith Wooldridge             |               |                     |
| 13 marzo  | Eastern Indoors 1966 New York, USA Erba indoor Singolare - Doppio                                                | Marilyn Aschner 6-3 8-10 7-5                               | Mimi Kanarek                                |               |                     |
| 13 marzo  | Eastern Indoors 1966 New York, USA Erba indoor Singolare - Doppio                                                |                                                            |                                             |               |                     |
| 14 marzo  | South-West Districts Championships 1966 Warrambool, Australia Singolare - Doppio                                 | Pat Turner walkover                                        | Judy Tegart-Dalton                          |               |                     |
| 14 marzo  | South-West Districts Championships 1966 Warrambool, Australia Singolare - Doppio                                 | Karen Krantzcke Pat Turner 6-2 7-5                         | Judy Tegart-Dalton H. Small                 |               |                     |
| 14 marzo  | South-West Districts Championships 1966 Warrambool, Australia Singolare - Doppio                                 | Doppio misto: Pat Turner Ron Mackenzie 6-2 7-5             | Karen Krantzcke Will Coghlan                |               |                     |
| 14 marzo  | Queensland Bay Championships 1966 Redcliffe, Australia Singolare - Doppio                                        | Lexie Kenny 6-2 1-6 6-1                                    | Craig                                       |               |                     |
| 14 marzo  | Queensland Bay Championships 1966 Redcliffe, Australia Singolare - Doppio                                        |                                                            |                                             |               |                     |
| 20 marzo  | Thunderbird Classic 1966 Phoenix, USA Cemento Singolare - Doppio                                                 | Billie Jean King 6-3 6-2                                   | Mary-Ann Eisel Curtis                       |               |                     |
| 20 marzo  | Thunderbird Classic 1966 Phoenix, USA Cemento Singolare - Doppio                                                 | Billie Jean King Mary-Ann Eisel Curtis 6-1 6-4             | Kathleen Harter Vicky Palmer Heinecke       |               |                     |
| 20 marzo  | Egyptian International Alexandria Championships 1966 Alessandria d'Egitto, Egitto Terra rossa Singolare - Doppio | Galina Bakšeeva 7-5 6-2                                    | Carole Caldwell Graebner                    |               |                     |
| 20 marzo  | Egyptian International Alexandria Championships 1966 Alessandria d'Egitto, Egitto Terra rossa Singolare - Doppio |                                                            |                                             |               |                     |
| 20 marzo  | Egyptian International Alexandria Championships 1966 Alessandria d'Egitto, Egitto Terra rossa Singolare - Doppio | Doppio misto: Gailna Baksheeva Sergej Lichačëv 6-2 4-6 6-1 | Carole Graebner Clark Graebner              |               |                     |
| 22 marzo  | Carlton Club Championships 1966 Cannes, Francia Terra rossa Singolare - Doppio                                   | Jill Blackman 6-4 6-4                                      | Rita Bentley                                |               |                     |
| 22 marzo  | Carlton Club Championships 1966 Cannes, Francia Terra rossa Singolare - Doppio                                   | Rita Bentley Jill Blackman 1-6 6-2 6-4                     | Roberta Beltrame Fay Toyne-Moore            |               |                     |
| 28 marzo  | Riviera Championships 1966 Mentone, Francia Terra rossa Singolare - Doppio                                       | Jill Blackman 3-6 6-3 6-4                                  | Jacqueline Rees-Lewis Vives                 |               |                     |
| 28 marzo  | Riviera Championships 1966 Mentone, Francia Terra rossa Singolare - Doppio                                       | Winnie Shaw Joyce Barclay-Williams-Hume                    | Rita Bentley Jill Blackman                  |               |                     |
| 28 marzo  | Mexican International Championships 1966 Città del Messico, Messico Terra rossa Singolare - Doppio               | Norma Baylon walkover                                      | Gail Sherriff Chanfreau Lovera              |               |                     |
| 28 marzo  | Mexican International Championships 1966 Città del Messico, Messico Terra rossa Singolare - Doppio               | Norma Baylon Gail Sherriff Chanfreau Lovera 6-4 12-10      | Yola Ramírez Elena Subirats                 |               |                     |
| 30 marzo  | Caracas Altamira International 1966 Caracas, Venezuela Cemento Singolare - Doppio                                | Norma Baylon 2-6 7-5 6-2                                   | Gail Sherriff Chanfreau Lovera              |               |                     |
| 30 marzo  | Caracas Altamira International 1966 Caracas, Venezuela Cemento Singolare - Doppio                                | Norma Baylon Gail Sherriff Chanfreau Lovera 7-5 6-2        | Robyn Ebbern Madonna Schacht                |               |                     |

## Aprile
| Settimana | Torneo                                                                                               | Vincitore                                                   | FINalista                                 | Semifinalisti | Eliminati ai quarti |
| --------- | --- | ----------------------------------------------------------- | ----------------------------------------- | ------------- | ------------------- |
| aprile    | Kingston International 1966 Kingston, Giamaica Erba Singolare - Doppio                               | Donna Floyd-Fales walkover                                  | Stewart-Eldrich                           |               |                     |
| aprile    | Kingston International 1966 Kingston, Giamaica Erba Singolare - Doppio                               |                                                             |                                           |               |                     |
| 3 aprile  | Nice Lawn Tennis Club Championships 1966 Nizza, Francia Terra rossa Singolare - Doppio               | Sonja Pachta 6-4 6-4                                        | Jill Blackman                             |               |                     |
| 3 aprile  | Nice Lawn Tennis Club Championships 1966 Nizza, Francia Terra rossa Singolare - Doppio               | Rita Bentley Jill Blackman                                  | Frances McLennan Virginia Wade            |               |                     |
| 3 aprile  | Champions of Champions 1966 Perth, Australia Singolare - Doppio                                      | Brand 6-3 6-2                                               | Lesley Hunt                               |               |                     |
| 3 aprile  | Champions of Champions 1966 Perth, Australia Singolare - Doppio                                      |                                                             |                                           |               |                     |
| 3 aprile  | Caribe Hilton International Championships 1966 San Juan, Porto Rico Cemento Singolare - Doppio       | Norma Baylon 6-3 7-5                                        | Mary-Ann Eisel Curtis                     |               |                     |
| 3 aprile  | Caribe Hilton International Championships 1966 San Juan, Porto Rico Cemento Singolare - Doppio       | Norma Baylon Gail Sherriff Chanfreau Lovera 4-6 6-4 6-4     | Stephanie De Fina Mary-Ann Eisel Curtis   |               |                     |
| 10 aprile | Cumberland Hard Court Championships 1966 Hampstead, Gran Bretagna Terra rossa Singolare - Doppio     | Ann Haydon Jones 6-2 6-2                                    | Elizabeth Starkie                         |               |                     |
| 10 aprile | Cumberland Hard Court Championships 1966 Hampstead, Gran Bretagna Terra rossa Singolare - Doppio     | Ann Jones Elizabeth Strakie 2-6 8-6 8-6                     | Joyce Williams Winnie Shaw                |               |                     |
| 10 aprile | South African Championships 1966 Johannesburg, Sudafrica Cemento Singolare - Doppio                  | Billie Jean King 6-3 6-2                                    | Margaret Smith-Court                      |               |                     |
| 10 aprile | South African Championships 1966 Johannesburg, Sudafrica Cemento Singolare - Doppio                  | Margaret Smith-Court Annette Van Zyl 6-4 6-4                | Billie Jean King Carole Caldwell Graebner |               |                     |
| 10 aprile | South African Championships 1966 Johannesburg, Sudafrica Cemento Singolare - Doppio                  | Doppio misto: Margaret Smith-Court Fred Stolle 6-4 7-5      | Billie Jean King Frew McMillan            |               |                     |
| 10 aprile | Masters Invitational 1966 Saint Petersburg, USA Terra rossa Singolare - Doppio                       | Nancy Richey 6-2 6-2                                        | Betty Stöve                               |               |                     |
| 10 aprile | Masters Invitational 1966 Saint Petersburg, USA Terra rossa Singolare - Doppio                       | Norma Baylon Gail Sherriff Chanfreau Lovera 6-4 6-3         | Wendy Overton Nancy Richey                |               |                     |
| 10 aprile | San Luis Potosí Championships 1966 San Luis Potosí, Messico Terra rossa Singolare - Doppio           | Elena Subirats 7-5 6-1                                      | Martha Hernández Burchers                 |               |                     |
| 10 aprile | San Luis Potosí Championships 1966 San Luis Potosí, Messico Terra rossa Singolare - Doppio           | Martha Hernandez Burchers Elena Subirats 10-8 6-0           | Alina Balbiers Lourdes Gongora            |               |                     |
| 10 aprile | Bolivian National Championships 1966 Santa Cruz de la Sierra, Bolivia Terra rossa Singolare - Doppio | Maria Esther Cardenas 6-0 6-1                               | Nelly Herrera                             |               |                     |
| 10 aprile | Bolivian National Championships 1966 Santa Cruz de la Sierra, Bolivia Terra rossa Singolare - Doppio |                                                             |                                           |               |                     |
| 11 aprile | Israel Spring Championships 1966 Tel Aviv, Israele Terra rossa Singolare - Doppio                    | Tova Epstein 4-6 7-5 10-8                                   | Mara Cohen-Mintz                          |               |                     |
| 11 aprile | Israel Spring Championships 1966 Tel Aviv, Israele Terra rossa Singolare - Doppio                    |                                                             |                                           |               |                     |
| 11 aprile | Torneo di Kingaroy 1966 Kingaroy, Australia Singolare - Doppio                                       | Lexie Kenny 6-1 6-0                                         | Dianne Olsson                             |               |                     |
| 11 aprile | Torneo di Kingaroy 1966 Kingaroy, Australia Singolare - Doppio                                       |                                                             |                                           |               |                     |
| 11 aprile | Eden Monaro Championships 1966 Queanbeyan, Australia Singolare - Doppio                              | Noelene Turner 6-3 3-6 6-2                                  | H. Martin                                 |               |                     |
| 11 aprile | Eden Monaro Championships 1966 Queanbeyan, Australia Singolare - Doppio                              |                                                             |                                           |               |                     |
| 12 aprile | Southport Hard Court Championships 1966 Southport, Gran Bretagna Terra rossa Singolare - Doppio      | Margaret O'Donnell 6-1 5-7 6-0                              | A. McAlpine                               |               |                     |
| 12 aprile | Southport Hard Court Championships 1966 Southport, Gran Bretagna Terra rossa Singolare - Doppio      | Palma Winkler Magda Neufeld 6-1 6-4                         | Tova Epstein Hilda Friedstein             |               |                     |
| 12 aprile | Tally Ho! 1966 Birmingham, Gran Bretagna Terra rossa Singolare - Doppio                              | Susan Tutt 3-6 6-2 6-3                                      | Jane Poynder                              |               |                     |
| 12 aprile | Tally Ho! 1966 Birmingham, Gran Bretagna Terra rossa Singolare - Doppio                              |                                                             |                                           |               |                     |
| 16 aprile | Rothmans Connaught Championships 1966 Chingford, Gran Bretagna Terra rossa Singolare - Doppio        | Ann Haydon Jones 6-4 6-3                                    | Virginia Wade                             |               |                     |
| 16 aprile | Rothmans Connaught Championships 1966 Chingford, Gran Bretagna Terra rossa Singolare - Doppio        |                                                             |                                           |               |                     |
| 17 aprile | Aix Golden Racquet Tournament 1966 Aix-en-Provence, Francia Terra rossa Singolare - Doppio           | Françoise Dürr 6-0 6-2                                      | Jill Blackman                             |               |                     |
| 17 aprile | Aix Golden Racquet Tournament 1966 Aix-en-Provence, Francia Terra rossa Singolare - Doppio           | Jill Blackman Fay Toyne 4-6 6-2 7-5                         | Françoise Dürr Jeanine Lieffrig           |               |                     |
| 17 aprile | Puerta de Hierro International 1966 Madrid, Spagna Terra rossa Singolare - Doppio                    | Frances MacLennan 4-6 6-2 6-0                               | Eva Lundquist                             |               |                     |
| 17 aprile | Puerta de Hierro International 1966 Madrid, Spagna Terra rossa Singolare - Doppio                    |                                                             |                                           |               |                     |
| 17 aprile | Surrey Hard Court Championships 1966 Sutton, Gran Bretagna Terra rossa Singolare - Doppio            | Joyce Barclay-Williams-Hume 2-6 3-2 ritiro                  | Robin Blakelock-Lloyd                     |               |                     |
| 17 aprile | Surrey Hard Court Championships 1966 Sutton, Gran Bretagna Terra rossa Singolare - Doppio            |                                                             |                                           |               |                     |
| 18 aprile | Catania Championships 1966 Catania, Italia Terra rossa Singolare - Doppio                            | Helga Niessen Masthoff 6-1 6-1                              | Ulla Sandulf                              |               |                     |
| 18 aprile | Catania Championships 1966 Catania, Italia Terra rossa Singolare - Doppio                            |                                                             |                                           |               |                     |
| 18 aprile | Catania Championships 1966 Catania, Italia Terra rossa Singolare - Doppio                            | Doppio misto: Helen Gourlay Marty Riessen 6-3 6-4           | Helga Niessen Ion Țiriac                  |               |                     |
| 24 aprile | British Hard Court Championships 1966 Bournemouth, Gran Bretagna Terra rossa Singolare - Doppio      | Ann Haydon Jones 6-3 6-1                                    | Virginia Wade                             |               |                     |
| 24 aprile | British Hard Court Championships 1966 Bournemouth, Gran Bretagna Terra rossa Singolare - Doppio      | Ann Haydon Jones Elizabeth Starkie 7-5 6-3                  | Judy Tegart-Dalton Faye Urban             |               |                     |
| 24 aprile | British Hard Court Championships 1966 Bournemouth, Gran Bretagna Terra rossa Singolare - Doppio      | Doppio misto: Faye Urban Van Lingen 6-3 6-4                 | Virginia Wade Curtis                      |               |                     |
| 24 aprile | Monte Carlo Cup 1966 Monte Carlo, Monte Carlo Terra rossa Singolare - Doppio                         | Helga Niessen Masthoff 6-2 6-2                              | Lea Pericoli                              |               |                     |
| 24 aprile | Monte Carlo Cup 1966 Monte Carlo, Monte Carlo Terra rossa Singolare - Doppio                         | Silvana Lazzarino Lea Pericoli 7-5 6-3                      | Lucia Bassi Maria Teresa Riedl            |               |                     |
| 24 aprile | Paris International Championships 1966 Parigi, Francia Terra rossa Singolare - Doppio                | Jill Blackman 6-3 4-6 6-2                                   | Françoise Dürr                            |               |                     |
| 24 aprile | Paris International Championships 1966 Parigi, Francia Terra rossa Singolare - Doppio                | Françoise Dürr Jeanine Lieffrig 6-4 6-4                     | Jill Blackman Faye Toyne                  |               |                     |
| 25 aprile | Northen California Championships 1966 San Francisco, USA Cemento Singolare - Doppio                  | Rosie Casals 2-6 6-2 7-5                                    | Cecilia Martinez                          |               |                     |
| 25 aprile | Northen California Championships 1966 San Francisco, USA Cemento Singolare - Doppio                  |                                                             |                                           |               |                     |
| 26 aprile | Campionato Partenopeo 1966 Napoli, Italia Terra rossa Singolare - Doppio                             | Helga Niessen Masthoff 6-2 6-3                              | Christiane Spinoza                        |               |                     |
| 26 aprile | Campionato Partenopeo 1966 Napoli, Italia Terra rossa Singolare - Doppio                             |                                                             |                                           |               |                     |
| 26 aprile | Campionato Partenopeo 1966 Napoli, Italia Terra rossa Singolare - Doppio                             | Doppio misto: Madeleine Pegel Aleksandre Met'reveli 6-3 6-4 | Esme Emanuel Pancho Guzman                |               |                     |
| 30 aprile | Ojai Valley Championships 1966 Ojai, USA Cemento Singolare - Doppio                                  | Billie Jean King 6-2 6-4                                    | Rosie Casals                              |               |                     |
| 30 aprile | Ojai Valley Championships 1966 Ojai, USA Cemento Singolare - Doppio                                  | Billie Jean King Rosie Casals 6-3 6-1                       | Lynn Abbes Carol Loop                     |               |                     |

## Maggio
| Settimana | Torneo                                                                                                | Vincitore                                                 | FINalista                                             | Semifinalisti | Eliminati ai quarti |
| --------- | --- | --------------------------------------------------------- | ----------------------------------------------------- | ------------- | ------------------- |
| 1º maggio | River Plate Championships 1966 Buenos Aires, Argentina Terra rossa Singolare - Doppio                 | Gail Sherriff Chanfreau Lovera 6-3 6-3                    | Norma Baylon                                          |               |                     |
| 1º maggio | River Plate Championships 1966 Buenos Aires, Argentina Terra rossa Singolare - Doppio                 | Norma Baylon Gail Sherriff Chanfreau Lovera 6-3 6-2       | Mabel Bove Graciela Lombardi                          |               |                     |
| 1º maggio | River Plate Championships 1966 Buenos Aires, Argentina Terra rossa Singolare - Doppio                 | Doppio misto: Norma Baylon Eduardo Soriano 6-3 6-2        | Estrella de Molina Raúl Peralta                       |               |                     |
| 1º maggio | London Hard Court Championships 1966 Hurlingham, Gran Bretagna Terra rossa Singolare - Doppio         | Françoise Dürr 4-6 6-3 7-5                                | Judy Tegart-Dalton                                    |               |                     |
| 1º maggio | London Hard Court Championships 1966 Hurlingham, Gran Bretagna Terra rossa Singolare - Doppio         | Judy Tegart Elizabeth Starkie 6-4 6-3                     | Françoise Dürr Madonna Schacht                        |               |                     |
| 1º maggio | Atlanta Invitation 1966 Atlanta, USA Terra rossa Singolare - Doppio                                   | Nancy Richey 6-3 6-0                                      | Mary-Ann Eisel Curtis                                 |               |                     |
| 1º maggio | Atlanta Invitation 1966 Atlanta, USA Terra rossa Singolare - Doppio                                   | Donna Floyd-Fales Nancy Richey 6-3 6-3                    | Stephanie De Fina Mary-Ann Eisel Curtis               |               |                     |
| 2 maggio  | Torneo di Reggio di Calabria 1966 Reggio Calabria, Italia Terra rossa Singolare - Doppio              | Julie Heldman 6-4 1-6 6-2                                 | Helga Niessen Masthoff                                |               |                     |
| 2 maggio  | Torneo di Reggio di Calabria 1966 Reggio Calabria, Italia Terra rossa Singolare - Doppio              |                                                           |                                                       |               |                     |
| 2 maggio  | Torneo di Reggio di Calabria 1966 Reggio Calabria, Italia Terra rossa Singolare - Doppio              | Doppio misto: Helga Niessen Tony Roche 6-3 6-3            | Karen Krantzcke Owen Davidson                         |               |                     |
| 7 maggio  | Guildford Hard Court Championships 1966 Guildford, Gran Bretagna Terra rossa Singolare - Doppio       | Robin Blakelock-Lloyd 6-1 6-0                             | Heather Allen                                         |               |                     |
| 7 maggio  | Guildford Hard Court Championships 1966 Guildford, Gran Bretagna Terra rossa Singolare - Doppio       | Robin Blakelock-Lloyd Joyce Barclay-Williams-Hume 6-2 6-2 | Ambrose E.M. Tew                                      |               |                     |
| 8 maggio  | Charlotte Invitation 1966 Charlotte, USA Terra rossa Singolare - Doppio                               | Mary-Ann Eisel Curtis 3-6 6-2 7-5                         | Donna Floyd-Fales                                     |               |                     |
| 8 maggio  | Charlotte Invitation 1966 Charlotte, USA Terra rossa Singolare - Doppio                               | Mary-Ann Eisel Curtis Stephanie De Fina 6-4 3-6 6-3       | Carol Hanks-Aucamp Wendy Overton                      |               |                     |
| 8 maggio  | Southern California Championships 1966 Los Angeles, USA Cemento Singolare - Doppio                    | Billie Jean King 6-3 10-8                                 | Tory-Ann Fretz                                        |               |                     |
| 8 maggio  | Southern California Championships 1966 Los Angeles, USA Cemento Singolare - Doppio                    | Patti Hogan Peggy Michel 6-4 7-5                          | Tory-Ann Fretz Carole Loop                            |               |                     |
| 8 maggio  | Southern California Championships 1966 Los Angeles, USA Cemento Singolare - Doppio                    | Doppio misto: Billie Jean King Cromwell 8-6 6-2           | Mandy Einstein Petrovic                               |               |                     |
| 8 maggio  | Stuttgart Tournament 1966 Stoccarda, Germania Terra rossa Singolare - Doppio                          | Jill Blackman 6-2 6-8 6-0                                 | Almut Sturm                                           |               |                     |
| 8 maggio  | Stuttgart Tournament 1966 Stoccarda, Germania Terra rossa Singolare - Doppio                          |                                                           |                                                       |               |                     |
| 11 maggio | Internazionali d'Italia 1966 Roma, Italia Terra rossa Singolare - Doppio                              | Ann Haydon Jones 8-6 6-1                                  | Annette Van Zyl                                       |               |                     |
| 11 maggio | Internazionali d'Italia 1966 Roma, Italia Terra rossa Singolare - Doppio                              | Norma Baylon Annette Van Zyl 6-3 1-6 6-2                  | Ann Haydon Jones Elizabeth Starkie                    |               |                     |
| 14 maggio | Torneo di Henley-on-Thames 1966 Henley, Gran Bretagna Terra rossa Singolare - Doppio                  | Shirley Bloomer-Brasher 6-2 6-0                           | Rosemary Deloford                                     |               |                     |
| 14 maggio | Torneo di Henley-on-Thames 1966 Henley, Gran Bretagna Terra rossa Singolare - Doppio                  | Alison Rigby Susan Tutt 10-8 6-2                          | Shirley Bloomer-Brasher Rosemary Deloford             |               |                     |
| 15 maggio | California State Championships 1966 Portola Valley, USA Cemento Singolare - Doppio                    | Rosie Casals 6-1 11-9                                     | Lynn Abbes                                            |               |                     |
| 15 maggio | California State Championships 1966 Portola Valley, USA Cemento Singolare - Doppio                    | Mimi Arnold Barbara Benigni 6-4 6-3                       | Rosie Casals Cecilia Martinez                         |               |                     |
| 19 maggio | Helsinki International 1966 Helsinki, Finlandia Terra rossa Singolare - Doppio                        | Brigitta Lindstrom 6-4 6-0                                | Leena Ahonen                                          |               |                     |
| 19 maggio | Helsinki International 1966 Helsinki, Finlandia Terra rossa Singolare - Doppio                        | Brigitta Lindstrom Christina Lindstrom 6-2 3-6 6-4        | Leena Ahonen Angelique Pfannenberg Newcombe           |               |                     |
| 21 maggio | Torneo Godò 1966 Barcellona, Spagna Terra rossa Singolare - Doppio                                    | Kathleen Harter 6-2 6-2                                   | Faye Urban                                            |               |                     |
| 21 maggio | Torneo Godò 1966 Barcellona, Spagna Terra rossa Singolare - Doppio                                    | Carole Caldwell Graebner Julie Heldman 6-4 6-3            | Maryna Godwin Proctor Helen Gourlay-Cawley            |               |                     |
| 21 maggio | Torneo Godò 1966 Barcellona, Spagna Terra rossa Singolare - Doppio                                    | Doppio misto: Helen Gourlay Pancho Guzman 6-2 6-4         | Vicki Berner Bill Tym                                 |               |                     |
| 21 maggio | Belgium International Championships 1966 Bruxelles, Belgio Terra rossa Singolare - Doppio             | Judy Tegart-Dalton 6-4 6-4                                | Gail Sherriff Chanfreau Lovera                        |               |                     |
| 21 maggio | Belgium International Championships 1966 Bruxelles, Belgio Terra rossa Singolare - Doppio             |                                                           |                                                       |               |                     |
| 21 maggio | Czechoslovakian International Championships 1966 Praga, Cecoslovacchia Terra rossa Singolare - Doppio | Kerry Melville Reid 6-2 6-4                               | Vlasta Kodesova-Vopickova                             |               |                     |
| 21 maggio | Czechoslovakian International Championships 1966 Praga, Cecoslovacchia Terra rossa Singolare - Doppio | Kerry Melville Reid Karen Krantzcke 6-0 6-2               | Jitka Horcicikova-Volavkova Vlasta Kodesova-Vopickova |               |                     |
| 21 maggio | Czechoslovakian International Championships 1966 Praga, Cecoslovacchia Terra rossa Singolare - Doppio | Doppio misto: Kerry Melville Reid Owen Davidosn 6-3 6-4   | Karen Krantzcke Ray Ruffels                           |               |                     |
| 21 maggio | Surrey Hard Court Championships 1966 Roehampton, Gran Bretagna Terra rossa Singolare - Doppio         | Shirley Bloomer-Brasher 6-3 6-4                           | Susan Tutt                                            |               |                     |
| 21 maggio | Surrey Hard Court Championships 1966 Roehampton, Gran Bretagna Terra rossa Singolare - Doppio         | Jill Mils Pauline Roberts 6-3 6-1                         | Alex Soady Janice Townsend                            |               |                     |
| 22 maggio | US Hard Court Championships 1966 La Jolla, USA Cemento Singolare - Doppio                             | Billie Jean King 7-5 6-0                                  | Patti Hogan                                           |               |                     |
| 22 maggio | US Hard Court Championships 1966 La Jolla, USA Cemento Singolare - Doppio                             | Rosie Casals Billie Jean King 6-2 6-4                     | Dorothy Bundy Cheney Nancy Richey                     |               |                     |
| 22 maggio | Wiesbaden Championships 1966 Wiesbaden, Germania Terra rossa Singolare - Doppio                       | Annette Van Zyl 6-4 6-2                                   | Helga Schultze-Hösl                                   |               |                     |
| 22 maggio | Wiesbaden Championships 1966 Wiesbaden, Germania Terra rossa Singolare - Doppio                       | Edda Buding Helga Schultze-Hösl                           | Glenda Swan Patricia Walkden-Pretorius                |               |                     |
| 22 maggio | Torneo di Saltsjöbaden 1966 Saltsjöbaden, Svezia Terra rossa Singolare - Doppio                       | Leena Ahonen 6-4 6-4                                      | Pia Balling                                           |               |                     |
| 22 maggio | Torneo di Saltsjöbaden 1966 Saltsjöbaden, Svezia Terra rossa Singolare - Doppio                       |                                                           |                                                       |               |                     |
| 28 maggio | West Berlin Championships 1966 Berlino, Germania Terra rossa Singolare - Doppio                       | Sonja Pachta 6-2 8-6                                      | Almut Sturm                                           |               |                     |
| 28 maggio | West Berlin Championships 1966 Berlino, Germania Terra rossa Singolare - Doppio                       | Sonja Pachta Kristen Seelbach 6-4 4-6 6-4                 | G. Helmes Kora Schweidy                               |               |                     |
| 28 maggio | Worcestershire Championships 1966 Malvern, Gran Bretagna Erba Singolare - Doppio                      | Carole Rosser-Matheson 6-3 3-6 6-3                        | Alex Soady                                            |               |                     |
| 28 maggio | Worcestershire Championships 1966 Malvern, Gran Bretagna Erba Singolare - Doppio                      |                                                           |                                                       |               |                     |
| 28 maggio | Torneo di Lytham St Annes 1966 Lytham St Annes, Gran Bretagna Erba Singolare - Doppio                 | Jean Wilson 4-6 6-3 6-4                                   | Sally Holdsworth                                      |               |                     |
| 28 maggio | Torneo di Lytham St Annes 1966 Lytham St Annes, Gran Bretagna Erba Singolare - Doppio                 | S Prysor Jones Jean Wilson 6-4 6-1                        | Sally Holdsworth Radford                              |               |                     |
| 28 maggio | Surrey Grass Court Championships 1966 Surbiton, Gran Bretagna Erba Singolare - Doppio                 | Winnie Shaw 6-4 4-6 6-3                                   | Mary-Ann Eisel Curtis                                 |               |                     |
| 28 maggio | Surrey Grass Court Championships 1966 Surbiton, Gran Bretagna Erba Singolare - Doppio                 | Rita Bentley Elizabeth Starkie 3-6 6-4 6-2                | Winnie Shaw Joyce Barclay-Williams-Hume               |               |                     |
| 28 maggio | Surrey Grass Court Championships 1966 Surbiton, Gran Bretagna Erba Singolare - Doppio                 | Doppio misto: Janie Albert Summers 6-4 7-5                | Rita Bentley Saul                                     |               |                     |
| 28 maggio | Torneo di Wolverhampton 966 Wolverhampton, Gran Bretagna Erba Singolare - Doppio                      | Susan Tutt 6-1 6-1                                        | J. Haskew                                             |               |                     |
| 28 maggio | Torneo di Wolverhampton 966 Wolverhampton, Gran Bretagna Erba Singolare - Doppio                      | G Dove Rushton 4-6 6-4 6-4                                | Jean Haskew Susan Tutt                                |               |                     |
| 30 maggio | Tulsa Clay Court Championships 1966 Tulsa, USA Terra rossa Singolare - Doppio                         | Billie Jean King 6-0 6-1                                  | Carol Hanks-Aucamp                                    |               |                     |
| 30 maggio | Tulsa Clay Court Championships 1966 Tulsa, USA Terra rossa Singolare - Doppio                         | Billie Jean King Rosie Casals 4-6 6-3 8-6                 | Carol Hanks-Aucamp Justina Bricka-Horwitz             |               |                     |

## Giugno
| Settimana | Torneo                                                                                    | Vincitore                                                | FINalista                                | Semifinalisti | Eliminati ai quarti |
| --------- | ----------------------------------------------------------------------------------------- | -------------------------------------------------------- | ---------------------------------------- | ------------- | ------------------- |
| giugno    | Internazionali di Francia 1966 Parigi, Francia Terra rossa Singolare - Doppio             | Ann Haydon Jones 6-3 6-1                                 | Nancy Richey                             |               |                     |
| giugno    | Internazionali di Francia 1966 Parigi, Francia Terra rossa Singolare - Doppio             | Margaret Smith-Court Judy Tegart-Dalton 4-6, 6-1, 6-1    | Jill Blackman Fay Toyne-Moore            |               |                     |
| giugno    | Toronto Cricket Club Invitation 1966 Toronto, Canada Singolare - Doppio                   | Benita Senn 1-6 6-3 6-4                                  | Louise Brown                             |               |                     |
| giugno    | Toronto Cricket Club Invitation 1966 Toronto, Canada Singolare - Doppio                   |                                                          |                                          |               |                     |
| 4 giugno  | Northern Championships 1966 Manchester, Gran Bretagna Erba Singolare - Doppio             | Billie Jean King 6-2 6-1                                 | Winnie Shaw                              |               |                     |
| 4 giugno  | Northern Championships 1966 Manchester, Gran Bretagna Erba Singolare - Doppio             | Gertrudia Groenman-Walhof Elly Krocke 1-6 6-4 6-3        | Karen Krantzcke Kerry Melville Reid      |               |                     |
| 4 giugno  | Northern Championships 1966 Manchester, Gran Bretagna Erba Singolare - Doppio             | Doppio misto: Betty Stöve Zeeman titolo condiviso        | Kerry Melville Allan Stone               |               |                     |
| 5 giugno  | Glenmorgan Championships 1966 Glenmorgan, Gran Bretagna Erba Singolare - Doppio           | Kathleen Harter 6-3 6-2                                  | Laura Rossouw                            |               |                     |
| 5 giugno  | Glenmorgan Championships 1966 Glenmorgan, Gran Bretagna Erba Singolare - Doppio           | Kathleen Harter Heather Brewer-Segal 6-1 6-4             | Susan Behlmar Margaret Harris            |               |                     |
| 5 giugno  | Glenmorgan Championships 1966 Glenmorgan, Gran Bretagna Erba Singolare - Doppio           | Doppio misto: Margaret Harris Carpenter titolo condiviso | Greta Delport Hoogs                      |               |                     |
| 5 giugno  | Barnes 1966 Lowther, Gran Bretagna Erba Singolare - Doppio                                | Shirley Bloomer-Brasher 6-1 6-3                          | Rosemary Deloford                        |               |                     |
| 5 giugno  | Barnes 1966 Lowther, Gran Bretagna Erba Singolare - Doppio                                | Shirley Brasher P Roberts 6-2 6-1                        | Ada Bakker Astrid Suurbeck               |               |                     |
| 5 giugno  | Bielefeld Tournament 1966 Bielefeld, Germania Terra rossa Singolare - Doppio              | Helga Niessen Masthoff 6-1 6-4                           | Heide Schildeknecht-Orth                 |               |                     |
| 5 giugno  | Bielefeld Tournament 1966 Bielefeld, Germania Terra rossa Singolare - Doppio              | Helga Niessen Masthoff Kristen Seelbach 3-6 6-3 6-3      | Leena Ahonen Almut Sturm                 |               |                     |
| 5 giugno  | Bielefeld Tournament 1966 Bielefeld, Germania Terra rossa Singolare - Doppio              | Doppio misto: Heide Orth Bobby Wilson 6-2 6-3            | Helga Schultze Juan Gisbert              |               |                     |
| 5 giugno  | Torneo di Cheltenham 1966 Cheltenham, Gran Bretagna Erba Singolare - Doppio               | Elizabeth Starkie 6-4 6-1                                | Carole Rosser-Matheson                   |               |                     |
| 5 giugno  | Torneo di Cheltenham 1966 Cheltenham, Gran Bretagna Erba Singolare - Doppio               | Patricia Walkden-Pretorius Glenda Swan 6-3 6-3           | Carole Rosser-Matheson Elizabeth Starkie |               |                     |
| 6 giugno  | Western Australian Hard Court Championships 1966 Kalgoorlie, Australia Singolare - Doppio | Lesley Hunt 6-3 6-0                                      | J.D. Griffiths                           |               |                     |
| 6 giugno  | Western Australian Hard Court Championships 1966 Kalgoorlie, Australia Singolare - Doppio |                                                          |                                          |               |                     |
| 11 giugno | Blue and Gray Invitation 1966 Montgomery, USA Singolare - Doppio                          | Becky Vest 6-3 2-6 6-2                                   | Linda Tuero                              |               |                     |
| 11 giugno | Blue and Gray Invitation 1966 Montgomery, USA Singolare - Doppio                          | Linda Tuero Becky Vest 6-1 6-1                           | Lourdes Gongora Sara Mae Turber          |               |                     |
| 11 giugno | Blue and Gray Invitation 1966 Montgomery, USA Singolare - Doppio                          | Doppio misto: Peggy Moore Jerry Perry 6-1 6-1            | Linda Tuero Jaime Subirats               |               |                     |
| 12 giugno | Kent Championships 1966 Beckenham, Gran Bretagna Erba Singolare - Doppio                  | Karen Krantzcke walkover                                 | Maria Esther Bueno                       |               |                     |
| 12 giugno | Kent Championships 1966 Beckenham, Gran Bretagna Erba Singolare - Doppio                  |                                                          |                                          |               |                     |
| 12 giugno | West of England Championships 1966 Bristol, Gran Bretagna Erba Singolare - Doppio         | Betty Stöve 6-3 7-5                                      | Norma Baylon                             |               |                     |
| 12 giugno | West of England Championships 1966 Bristol, Gran Bretagna Erba Singolare - Doppio         | Gail Sherriff Chanfreau Lovera Betty Stöve 7-5 6-3       | Françoise Dürr Jeanine Lieffrig          |               |                     |
| 12 giugno | West of England Championships 1966 Bristol, Gran Bretagna Erba Singolare - Doppio         | Doppio misto: Norma Baylon Pancho Guzman 6-3 9-7         | Helga Schultze Ishiguro                  |               |                     |
| 12 giugno | Nottinghamshire Championships 1966 Nottingham, Gran Bretagna Erba Singolare - Doppio      | Lidy Venneboer 6-3 1-6 6-4                               | Evelyne Terras                           |               |                     |
| 12 giugno | Nottinghamshire Championships 1966 Nottingham, Gran Bretagna Erba Singolare - Doppio      | Bee Susan Tutt 8-6 2-6 6-0                               | Eva Lundqvist Ulla Sandulf               |               |                     |
| 12 giugno | Nottinghamshire Championships 1966 Nottingham, Gran Bretagna Erba Singolare - Doppio      | Doppio misto: Elsie Spruyt Hutchins 6-3 6-1              | Liddy Veneboer Gerald Battrick           |               |                     |
| 18 giugno | Queen's Club Championships 1966 Londra, Gran Bretagna Erba Singolare - Doppio             | Françoise Dürr 4-6 6-3 7-5                               | Judy Tegart-Dalton                       |               |                     |
| 18 giugno | Queen's Club Championships 1966 Londra, Gran Bretagna Erba Singolare - Doppio             | Norma Baylon Annette Van Zyl 3-6 6-2 11-9                | Rosie Casals Billie Jean King            |               |                     |
| 18 giugno | Queen's Club Championships 1966 Londra, Gran Bretagna Erba Singolare - Doppio             | Doppio misto: Trudy Groenman Tom Okker 6-3 6-3           | Eva Lundqvist Jan Leschley               |               |                     |
| 25 giugno | Southern Championships 1966 Atlanta, USA Terra rossa Singolare - Doppio                   | Linda Tuero 6-2 6-3                                      | Ann Moore                                |               |                     |
| 25 giugno | Southern Championships 1966 Atlanta, USA Terra rossa Singolare - Doppio                   | Linda Tuero Becky Vest 6-4 7-5                           | Lourdes Gongora Sara Mae Turber          |               |                     |
| 25 giugno | Southern Championships 1966 Atlanta, USA Terra rossa Singolare - Doppio                   | Doppio misto: Guzman Mendoza 3-6 8-6 7-5                 | Gongora Baltazar                         |               |                     |
| 26 giugno | Tennessee Valley Championships 1966 Chattanooga, USA Terra rossa Singolare - Doppio       | Becky Vest 6-2 6-4                                       | Ann Moore                                |               |                     |
| 26 giugno | Tennessee Valley Championships 1966 Chattanooga, USA Terra rossa Singolare - Doppio       | Lourdes Gongora Maria Eugenia Guzman 6-2 6-2             | Gloria Payne Gertrude Rumpanos           |               |                     |

## Luglio
| Settimana | Torneo                                                                                            | Vincitore                                       | FINalista                               | Semifinalisti | Eliminati ai quarti |
| --------- | ------------------------------------------------------------------------------------------------- | ----------------------------------------------- | --------------------------------------- | ------------- | ------------------- |
| 2 luglio  | Tri-State Championships 1966 Cincinnati, USA Terra rossa Singolare - Doppio                       | Jane Peaches Bartkowicz 6-3 6-3                 | Peachy Kellmeeryer                      |               |                     |
| 2 luglio  | Tri-State Championships 1966 Cincinnati, USA Terra rossa Singolare - Doppio                       | Peaches Bartkowicz Peachy Kellmeyer 6-1 6-4     | Patsy Rippy Becky Vest                  |               |                     |
| 2 luglio  | Torneo di Wimbledon 1966 Wimbledon, Gran Bretagna Erba Singolare - Doppio                         | Billie Jean King 6-3 3-6 6-1                    | Maria Esther Bueno                      |               |                     |
| 2 luglio  | Torneo di Wimbledon 1966 Wimbledon, Gran Bretagna Erba Singolare - Doppio                         | Maria Ester Bueno Nancy Richey 6-3 4-6 6-4      | Margaret Smith-Court Judy Tegart-Dalton |               |                     |
| 2 luglio  | Women's Plate 1966 Wimbledon, Gran Bretagna Singolare - Doppio                                    | Patricia Walkden-Pretorius 6-4 6-0              | Robin Blakelock-Lloyd                   |               |                     |
| 2 luglio  | Women's Plate 1966 Wimbledon, Gran Bretagna Singolare - Doppio                                    |                                                 |                                         |               |                     |
| 6 luglio  | Welsh Championships 1966 Newport, Gran Bretagna Erba Singolare - Doppio                           | Maria Esther Bueno 6-2 6-0                      | Annette Van Zyl                         |               |                     |
| 6 luglio  | Welsh Championships 1966 Newport, Gran Bretagna Erba Singolare - Doppio                           | Billie Jean King Rosie Casals 6-0 9-7           | Norma Baylon Annette Van Zyl            |               |                     |
| 9 luglio  | Swedish International Hard Court Championships 1966 Båstad, Svezia Terra rossa Singolare - Doppio | Christina Sandberg 6-4 6-4                      | Katarina Bartholdson                    |               |                     |
| 9 luglio  | Swedish International Hard Court Championships 1966 Båstad, Svezia Terra rossa Singolare - Doppio |                                                 |                                         |               |                     |
| 9 luglio  | Eastern Clay Court Championships 1966 Mamaroneck, USA Terra rossa Singolare - Doppio              | Donna Floyd-Fales 6-0 6-2                       | Marilyn Aschner                         |               |                     |
| 9 luglio  | Eastern Clay Court Championships 1966 Mamaroneck, USA Terra rossa Singolare - Doppio              | Marilyn Aschner Judy Dixon 6-2 6-4              | Margo Mahony Ann Symmers                |               |                     |
| 10 luglio | Beerschot International 1966 Anversa, Belgio Terra rossa Singolare - Doppio                       | Nell Truman 7-5 6-4                             | Christiane Mercelis                     |               |                     |
| 10 luglio | Beerschot International 1966 Anversa, Belgio Terra rossa Singolare - Doppio                       | Monique Bedoret Christiane Mercelis 6-3 6-2     | Michele Kahn Nell Truman                |               |                     |
| 10 luglio | Irish Championships 1966 Dublino, Irlanda Erba Singolare - Doppio                                 | Margaret Smith-Court 6-2 6-1                    | Kathleen Harter                         |               |                     |
| 10 luglio | Irish Championships 1966 Dublino, Irlanda Erba Singolare - Doppio                                 | Geraldine Barniville Margaret Smith 5-7 6-2 6-0 | Elizabeth Stakie Faye Toyne             |               |                     |
| 10 luglio | Düsseldorf Championships 1966 Düsseldorf, Germania Terra rossa Singolare - Doppio                 | Helga Schultze-Hösl 7-5 4-6 6-1                 | Edda Buding                             |               |                     |
| 10 luglio | Düsseldorf Championships 1966 Düsseldorf, Germania Terra rossa Singolare - Doppio                 | Glenda Swan Pat Walkden 6-4 6-3                 | Helga Niessen Heide Orth                |               |                     |
| 10 luglio | Scottish Championships 1966 Edimburgo, Gran Bretagna Erba Singolare - Doppio                      | Winnie Shaw 6-4 2-6 7-5                         | Joyce Barclay-Williams-Hume             |               |                     |
| 10 luglio | Scottish Championships 1966 Edimburgo, Gran Bretagna Erba Singolare - Doppio                      | Winnie Shaw Joyce Williams 6-1 6-2              | B McCallum J McAlpine                   |               |                     |
| 10 luglio | East Of England Championships 1966 Felixstowe, Gran Bretagna Erba Singolare - Doppio              | Jill Blackman 6-3 6-4                           | Laura Rossouw                           |               |                     |
| 10 luglio | East Of England Championships 1966 Felixstowe, Gran Bretagna Erba Singolare - Doppio              | Rita Bentley Jill Blackman 6-4 7-5              | Patricia Faulkner Robin Lloyd           |               |                     |
| 10 luglio | Western Championships 1966 Indianapolis, USA Terra rossa Singolare - Doppio                       | Nancy Richey 6-0 6-1                            | Peachy Kellmeyer                        |               |                     |
| 10 luglio | Western Championships 1966 Indianapolis, USA Terra rossa Singolare - Doppio                       | Karen Krantzcke Kerry Melville 6-4 7-5          | Esme Emanuel Maryna Godwin              |               |                     |
| 16 luglio | North of England Championships 1966 Hoylake, Gran Bretagna Erba Singolare - Doppio                | Margaret Smith-Court 3-6 6-1 6-4                | Annette Van Zyl                         |               |                     |
| 16 luglio | North of England Championships 1966 Hoylake, Gran Bretagna Erba Singolare - Doppio                | Maria Bueno Margaret Smith 6-2 6-1              | Norma Baylonl Annette Van Zyl           |               |                     |
| 17 luglio | Essex Championships 1966 Frinton, Gran Bretagna Erba Singolare - Doppio                           | Judy Tegart-Dalton 6-2 6-0                      | Christine Truman                        |               |                     |
| 17 luglio | Essex Championships 1966 Frinton, Gran Bretagna Erba Singolare - Doppio                           | Judy Tegart Winnie Shaw 6-3 6-4                 | Robin Lloyd Nell Truman                 |               |                     |
| 17 luglio | US Clay Court Championships 1966 Milwaukee, USA Terra rossa Singolare - Doppio                    | Nancy Richey 6-2 6-2                            | Stephanie De Fina                       |               |                     |
| 17 luglio | US Clay Court Championships 1966 Milwaukee, USA Terra rossa Singolare - Doppio                    | Karen Krantzcke Kerry Melville Reid 1-6 6-4 6-4 | Esme Emanuel Maryna Godwin Proctor      |               |                     |
| 18 luglio | Swiss International Championships 1966 Gstaad, Svizzera Terra rossa Singolare - Doppio            | Helga Schultze-Hösl 6-1 6-1                     | Sonja Pachta                            |               |                     |
| 18 luglio | Swiss International Championships 1966 Gstaad, Svizzera Terra rossa Singolare - Doppio            | Roberta Beltrame Françoise Dürr walkover        | Helga Schultze Sonja Pachta             |               |                     |
| 24 luglio | Montana Invitational 1966 Montana, Svizzera Terra rossa Singolare - Doppio                        | Françoise Dürr 6-2 3-6 7-5                      | Madonna Schacht                         |               |                     |
| 24 luglio | Montana Invitational 1966 Montana, Svizzera Terra rossa Singolare - Doppio                        |                                                 |                                         |               |                     |
| 24 luglio | Montana Invitational 1966 Montana, Svizzera Terra rossa Singolare - Doppio                        | Doppio misto: Françoise Dürr Ryan 6-4 6-4       | Madonna Schacht Marty Mulligan          |               |                     |
| 24 luglio | Dutch International Championships 1966 Hilversum, Paesi Bassi Terra rossa Singolare - Doppio      | Annette Van Zyl 6-3 6-1                         | Gertrudia Groenman-Walhof               |               |                     |
| 24 luglio | Dutch International Championships 1966 Hilversum, Paesi Bassi Terra rossa Singolare - Doppio      | Elly Krocke Annette Van Zyl 6-3 2-6 6-1         | Gail Sherriff Betty Stöve               |               |                     |
| 24 luglio | Pennsylvania Lawn Tennis Championship 1966 Filadelfia, USA Erba Singolare - Doppio                | Karen Krantzcke 6-1 6-2                         | Jane Peaches Bartkowicz                 |               |                     |
| 24 luglio | Pennsylvania Lawn Tennis Championship 1966 Filadelfia, USA Erba Singolare - Doppio                | Carol Aucamp Mary Ann 6-3 2-6 6-1               | Patti Hogan Peggy Michel                |               |                     |
| 31 luglio | Eastern Grass Court Championships 1966 Orange, USA Erba Singolare - Doppio                        | Donna Floyd-Fales 5-7 6-3 6-0                   | Rosie Casals                            |               |                     |
| 31 luglio | Eastern Grass Court Championships 1966 Orange, USA Erba Singolare - Doppio                        | Rosie Casals Billie Jean King 15-13 7-9 7-5     | Winnie Shaw Virginia Wade               |               |                     |

## Agosto
| Settimana | Torneo | Vincitore                                                | FINalista                                       | Semifinalisti | Eliminati ai quarti |
| --------- | --- | -------------------------------------------------------- | ----------------------------------------------- | ------------- | ------------------- |
| 1º agosto | Torneo di Baden-Baden 1966 Baden Baden, Germania Terra rossa Singolare - Doppio                             | Helga Schultze-Hösl 6-3 3-6 7-5                          | Helga Niessen Masthoff                          |               |                     |
| 1º agosto | Torneo di Baden-Baden 1966 Baden Baden, Germania Terra rossa Singolare - Doppio                             | Norma Baylon Annette Van Zyl 4-6 6-4 6-4                 | Edda Buding Helga Schultze-Hösl                 |               |                     |
| 1º agosto | Torneo di Baden-Baden 1966 Baden Baden, Germania Terra rossa Singolare - Doppio                             | Doppio misto: Anette Van Zyl Frew McMillan 4-6 6-4 6-4   | Norma Baylon Nikki Pilic                        |               |                     |
| 1º agosto | Quebec Championships 1966 Québec, Canada Singolare - Doppio                                                 | Susan Butt 7-5 3-6 6-4                                   | Maria Eugenia Guzman                            |               |                     |
| 1º agosto | Quebec Championships 1966 Québec, Canada Singolare - Doppio                                                 | Susan Butt Graham 6-2 7-5                                | Denise Hunnius Andre Martin                     |               |                     |
| 6 agosto  | Canadian Championships 1966 Vancouver, Canada Erba Singolare - Doppio                                       | Rita Bentley 6-2 6-2                                     | Susan Butt                                      |               |                     |
| 6 agosto  | Canadian Championships 1966 Vancouver, Canada Erba Singolare - Doppio                                       | Vicky Berner Faye Urban 6-4 6-1                          | Rita Bentley Jane Wilson                        |               |                     |
| 6 agosto  | Canadian Championships 1966 Vancouver, Canada Erba Singolare - Doppio                                       | Doppio misto: Vicky Berner Keith Carpenter 8-6 6-3       | Rita Bentley Allen Stone                        |               |                     |
| 7 agosto  | Baltimore Invitation 1966 Baltimora, USA Erba Singolare - Doppio                                            | Virginia Wade 6-1 6-4                                    | Jane Peaches Bartkowicz                         |               |                     |
| 7 agosto  | Baltimore Invitation 1966 Baltimora, USA Erba Singolare - Doppio                                            | Rosie Casals Billie Jean King 6-3 6-3                    | Winnie Shaw Virginia Wade                       |               |                     |
| 7 agosto  | Torneo di Cortina d'Ampezzo 1966 Cortina d'Ampezzo, Italia Terra rossa Singolare - Doppio                   | Maria Teresa Riedl 6-4 7-5                               | Madonna Schacht                                 |               |                     |
| 7 agosto  | Torneo di Cortina d'Ampezzo 1966 Cortina d'Ampezzo, Italia Terra rossa Singolare - Doppio                   |                                                          |                                                 |               |                     |
| 7 agosto  | Torneo di Cortina d'Ampezzo 1966 Cortina d'Ampezzo, Italia Terra rossa Singolare - Doppio                   | Doppio misto: Madonna Schacht Marty Mulligan 1-6 6-3 6-4 | Helen Gourlay Guzman                            |               |                     |
| 7 agosto  | Torneo di Ostenda 1966 Ostenda, Belgio Terra rossa Singolare - Doppio                                       | Evelyne Terras 6-1 3-6 7-5                               | Judy Tegart-Dalton                              |               |                     |
| 7 agosto  | Torneo di Ostenda 1966 Ostenda, Belgio Terra rossa Singolare - Doppio                                       | Jill Blackman Jeanine Lieffrig 6-3 8-6                   | Michele Kahn Judy Tegart-Dalton                 |               |                     |
| 7 agosto  | Torneo di Ostenda 1966 Ostenda, Belgio Terra rossa Singolare - Doppio                                       | Doppio misto: Judy Tegart Nick Kalo                      | Jeanine Lieffrig Eric Drossart                  |               |                     |
| 8 agosto  | Torneo di Evian 1966 Évian-les-Bains, Francia Singolare - Doppio                                            | Fay Toyne-Moore 6-3 6-2                                  | Vivienne Dennis                                 |               |                     |
| 8 agosto  | Torneo di Evian 1966 Évian-les-Bains, Francia Singolare - Doppio                                            |                                                          |                                                 |               |                     |
| 9 agosto  | German Championships 1966 Amburgo, Germania Terra rossa Singolare - Doppio                                  | Margaret Smith-Court 8-6 6-3                             | Maria Esther Bueno                              |               |                     |
| 9 agosto  | German Championships 1966 Amburgo, Germania Terra rossa Singolare - Doppio                                  | Ann Haydon Jones Margaret Smith-Court 6-3 6-2            | Norma Baylon Annette Van Zyl                    |               |                     |
| 9 agosto  | German Championships 1966 Amburgo, Germania Terra rossa Singolare - Doppio                                  | Doppio misto: John Newcombe Margaret Smith-Court 6-3 6-2 | Maria Bueno Fred Stolle                         |               |                     |
| 13 agosto | Torneo di La Baule 1966 La Baule, Francia Terra rossa Singolare - Doppio                                    | Fay Toyne-Moore 6-0 6-1                                  | Claudine Rouire                                 |               |                     |
| 13 agosto | Torneo di La Baule 1966 La Baule, Francia Terra rossa Singolare - Doppio                                    | Fay Toyne-Moore Vincent 6-3 6-2                          | Claudine Rouire Vandadeghem                     |               |                     |
| 13 agosto | Piping Rock Tournament 1966 New York, USA Erba Singolare - Doppio                                           | Billie Jean King 6-2 6-0                                 | Karen Krantzcke                                 |               |                     |
| 13 agosto | Piping Rock Tournament 1966 New York, USA Erba Singolare - Doppio                                           | Mary-Ann Eisel Curtis Billie Jean King 14-16 6-2 6-4     | Virginia Wade Winnie Shaw                       |               |                     |
| 15 agosto | Belgium International Championships 1966 Knokke-Le Zoute, Belgio Terra rossa Singolare - Doppio             | Annette Van Zyl 6-4, 12-10                               | Norma Baylon                                    |               |                     |
| 15 agosto | Belgium International Championships 1966 Knokke-Le Zoute, Belgio Terra rossa Singolare - Doppio             | Jill Blackman Christiane Mercelis 8-6 6-4                | Norma Baylon Annette Van Zyl                    |               |                     |
| 15 agosto | Belgium International Championships 1966 Knokke-Le Zoute, Belgio Terra rossa Singolare - Doppio             | Doppio misto: Judy Tegart Nick Kalo 6-3 6-0              | Alan Mills Annette Van Zyl                      |               |                     |
| 15 agosto | Torneo di Viareggio 1966 Viareggio, Italia Terra rossa Singolare - Doppio                                   | Maria Teresa Riedl 6-3 4-6 6-3                           | Madonna Schacht                                 |               |                     |
| 15 agosto | Torneo di Viareggio 1966 Viareggio, Italia Terra rossa Singolare - Doppio                                   |                                                          |                                                 |               |                     |
| 15 agosto | Bavarian Championships 1966 Monaco di Baviera, Germania Terra rossa Singolare - Doppio                      | Helga Niessen Masthoff postponed                         | Helga Schultze-Hösl                             |               |                     |
| 15 agosto | Bavarian Championships 1966 Monaco di Baviera, Germania Terra rossa Singolare - Doppio                      | Maria Ester Bueno Margaret Smith-Court 6-4 6-3           | Helga Niessen Masthoff Heide Schildeknecht-Orth |               |                     |
| 20 agosto | North of England Championships 1966 Scarborough, Gran Bretagna Erba Singolare - Doppio                      | Elizabeth Starkie 6-1 6-3                                | Robin Blakelock-Lloyd                           |               |                     |
| 20 agosto | North of England Championships 1966 Scarborough, Gran Bretagna Erba Singolare - Doppio                      | Robin Blakelock-Lloyd Elizabeth Starkie 6-4 1-6 6-3      | Margaret Harris Susan Tutt                      |               |                     |
| 20 agosto | North of England Championships 1966 Scarborough, Gran Bretagna Erba Singolare - Doppio                      | Doppio misto: Elizabeth Stakie Kevin Woolcott 6-4 6-4    | Margaret Harris Brian Fairlie                   |               |                     |
| 21 agosto | Pensacola Invitation 1966 Pensacola, USA Terra rossa Singolare - Doppio                                     | Carol Hanks-Aucamp 6-4 8-6                               | Donna Floyd-Fales                               |               |                     |
| 21 agosto | Pensacola Invitation 1966 Pensacola, USA Terra rossa Singolare - Doppio                                     | Carol Aucamp Candy Gibson 6-4 6-3                        | Donna Fales Charlene Grafton                    |               |                     |
| 21 agosto | Istanbul International Championships 1966 Istanbul, Turchia Terra rossa Singolare - Doppio                  | Patricia Walkden-Pretorius 6-1 3-6 6-1                   | Glenda Swan                                     |               |                     |
| 21 agosto | Istanbul International Championships 1966 Istanbul, Turchia Terra rossa Singolare - Doppio                  |                                                          |                                                 |               |                     |
| 21 agosto | Istanbul International Championships 1966 Istanbul, Turchia Terra rossa Singolare - Doppio                  | Doppio misto: Pat Walkden Frew McMillan 6-1 6-0          | Christiane Spinoza Jan Leschley                 |               |                     |
| 21 agosto | Essex County Championships 1966 Manchester, USA Erba Singolare - Doppio                                     | Maria Esther Bueno 6-4 6-8 6-1                           | Françoise Dürr                                  |               |                     |
| 21 agosto | Essex County Championships 1966 Manchester, USA Erba Singolare - Doppio                                     | Winnie Shaw Virginia Wade 6-1 6-2                        | Tory-Ann Fretz Betty Rosenquest Pratt           |               |                     |
| 21 agosto | Essex County Championships 1966 Manchester, USA Erba Singolare - Doppio                                     | Doppio misto: Kerry Melville Colhoun 6-1 6-0             | Winnie Shaw Storer                              |               |                     |
| 21 agosto | Moscow International 1966 Mosca, URSS Singolare - Doppio                                                    | Ann Haydon Jones 6-1 6-3                                 | Anna Dmitrieva Tolstoy                          |               |                     |
| 21 agosto | Moscow International 1966 Mosca, URSS Singolare - Doppio                                                    | Ann Haydon Jones Betty Stöve 6-4 2-6 6-3                 | Anna Dmitrieva Tolstoy Judy Tegart-Dalton       |               |                     |
| 21 agosto | Moscow International 1966 Mosca, URSS Singolare - Doppio                                                    | Doppio misto: Ann Jones Alex Metreveli 7-5 8-6           | Judy Tegart Toomas Leius                        |               |                     |
| 22 agosto | Alpenland Championships 1966 Kitzbühel, Austria Terra rossa Singolare - Doppio                              | Norma Baylon 3-6 6-2 6-2                                 | Annette Van Zyl                                 |               |                     |
| 22 agosto | Alpenland Championships 1966 Kitzbühel, Austria Terra rossa Singolare - Doppio                              |                                                          |                                                 |               |                     |
| 22 agosto | Torneo di Ortisei 1966 Ortisei, Italia Terra rossa Singolare - Doppio                                       | Maria Teresa Riedl 7-5 6-1                               | Madonna Schacht                                 |               |                     |
| 22 agosto | Torneo di Ortisei 1966 Ortisei, Italia Terra rossa Singolare - Doppio                                       |                                                          |                                                 |               |                     |
| 27 agosto | Torneo di Budleigh Station 1966 Budleigh Station, Gran Bretagna Erba Singolare - Doppio                     | Elizabeth Starkie 7-5 6-4                                | Kathleen Harter                                 |               |                     |
| 27 agosto | Torneo di Budleigh Station 1966 Budleigh Station, Gran Bretagna Erba Singolare - Doppio                     | Kathleen Harter Elizabeth Starkie 6-4 6-3                | Robin Blakelock-Lloyd Carole Rosser-Matheson    |               |                     |
| 28 agosto | Austrian International Championships 1966 Pörtschach am Wörther See, Austria Terra rossa Singolare - Doppio | Cora Schediwy-Creydt 6-4 8-6                             | T. Schönberger                                  |               |                     |
| 28 agosto | Austrian International Championships 1966 Pörtschach am Wörther See, Austria Terra rossa Singolare - Doppio | Sonja Pachta Heide Schildeknecht-Orth 3-6 6-2 6-3        | Braener Cora Schediwy-Creydt                    |               |                     |
| 29 agosto | Brumana International 1966 Brummana, Libano Terra rossa Singolare - Doppio                                  | Patricia Walkden-Pretorius 6-1 6-1                       | Glenda Swan                                     |               |                     |
| 29 agosto | Brumana International 1966 Brummana, Libano Terra rossa Singolare - Doppio                                  |                                                          |                                                 |               |                     |
| 29 agosto | Brumana International 1966 Brummana, Libano Terra rossa Singolare - Doppio                                  | Doppio misto: Pat Walkden Frew McMillan 6-4 6-4          | Glenda Swan Robert Maud                         |               |                     |

## Settembre
| Settimana    | Torneo                                                                                             | Vincitore                                 | FINalista                                  | Semifinalisti | Eliminati ai quarti |
| ------------ | -------------------------------------------------------------------------------------------------- | ----------------------------------------- | ------------------------------------------ | ------------- | ------------------- |
| 4 settembre  | City of Brisbane Championships 1966 Brisbane, Australia Singolare - Doppio                         | Lexie Kenny 6-2 6-1                       | Marilyn Tesch                              |               |                     |
| 4 settembre  | City of Brisbane Championships 1966 Brisbane, Australia Singolare - Doppio                         | Lexie Kenny R. White Gibson 6-2 4-6 6-1   | S. Smith J. Wicks                          |               |                     |
| 4 settembre  | City of Brisbane Championships 1966 Brisbane, Australia Singolare - Doppio                         | Doppio misto:Torneo non terminato         |                                            |               |                     |
| 4 settembre  | Sydney Metropolitan Hard Court Championships 1966 Sydney, Australia Terra rossa Singolare - Doppio | Joan Gibson 6-3 6-3                       | Lesley Turner Bowrey                       |               |                     |
| 4 settembre  | Sydney Metropolitan Hard Court Championships 1966 Sydney, Australia Terra rossa Singolare - Doppio | Elizabeth Fenton Sandra Walsham 7-5 6-2   | Lesley Turner Bowrey Norma Marsh           |               |                     |
| 4 settembre  | Malaysian International Championships 1966 Ipoh, Malaysia Terra rossa Singolare - Doppio           | P. Sudsawati 6-8 6-0 6-3                  | Mien Suhadi                                |               |                     |
| 4 settembre  | Malaysian International Championships 1966 Ipoh, Malaysia Terra rossa Singolare - Doppio           |                                           |                                            |               |                     |
| 6 settembre  | Torneo di Bratislava 1966 Bratislava, Cecoslovacchia Terra rossa Singolare - Doppio                | Jitka Horcicikova-Volavkova 6-4 7-5       | Marie Neumannova Pinterova                 |               |                     |
| 6 settembre  | Torneo di Bratislava 1966 Bratislava, Cecoslovacchia Terra rossa Singolare - Doppio                |                                           |                                            |               |                     |
| 6 settembre  | Ceylon National Championships 1966 Colombo, Sri Lanka Terra rossa Singolare - Doppio               | Lita Liem 6-1 6-1                         | Dechu Appiah                               |               |                     |
| 6 settembre  | Ceylon National Championships 1966 Colombo, Sri Lanka Terra rossa Singolare - Doppio               |                                           |                                            |               |                     |
| 6 settembre  | South of England Championships 1966 Eastbourne, Gran Bretagna Erba Singolare - Doppio              | Susan Tutt 4-6 6-2 6-4                    | Alison Rigby                               |               |                     |
| 6 settembre  | South of England Championships 1966 Eastbourne, Gran Bretagna Erba Singolare - Doppio              | Susan Tutt Alison Rigby 6-3 6-3           | Harris W.V. Hall                           |               |                     |
| 11 settembre | Heart of America Tournament 1966 Kansas City, USA Cemento Singolare - Doppio                       | Kathleen Harter 6-0 6-4                   | Esme Emanuel                               |               |                     |
| 11 settembre | Heart of America Tournament 1966 Kansas City, USA Cemento Singolare - Doppio                       | Kathleen Harter Stephanie De Fina 6-4 6-4 | Esme Emanuel Maryna Godwin Proctor         |               |                     |
| 11 settembre | U.S. National Championships 1966 New York, USA Erba Singolare - Doppio                             | Maria Esther Bueno 6-3 6-1                | Nancy Richey                               |               |                     |
| 11 settembre | U.S. National Championships 1966 New York, USA Erba Singolare - Doppio                             | Maria Ester Bueno Nancy Richey            | Rosie Casals Billie Jean King              |               |                     |
| 14 settembre | Kenwood Invitation Doubles 1966 Bethesda, USA Doppio                                               | Françoise Dürr Judy Tegart-Dalton 6-1 6-2 | Donna Floyd-Fales Nancy Corse-Reed         |               |                     |
| 16 settembre | Torneo di Versailles 1966 Versailles, Francia Terra rossa Singolare - Doppio                       | Fay Toyne-Moore 6-2 6-0                   | Johanne Venturino                          |               |                     |
| 16 settembre | Torneo di Versailles 1966 Versailles, Francia Terra rossa Singolare - Doppio                       |                                           |                                            |               |                     |
| 18 settembre | Yugoslavia International Championships 1966 Belgrado, Jugoslavia Terra rossa Singolare - Doppio    | Anna Dmitrieva Tolstoy 6-2 6-4            | Alena Palmova                              |               |                     |
| 18 settembre | Yugoslavia International Championships 1966 Belgrado, Jugoslavia Terra rossa Singolare - Doppio    |                                           |                                            |               |                     |
| 25 settembre | Pacific Southwest Championships 1966 Los Angeles, USA Terra rossa Singolare - Doppio               | Maria Esther Bueno 6-2 6-2                | Patti Hogan                                |               |                     |
| 25 settembre | Pacific Southwest Championships 1966 Los Angeles, USA Terra rossa Singolare - Doppio               | Rosie Casals Billie Jean King 6-2 9-7     | Winnie Shaw Virginia Wade                  |               |                     |
| 25 settembre | Coupe Porée 1966 Parigi, Francia Terra rossa Singolare - Doppio                                    | Françoise Dürr 6-3 6-2                    | Fay Toyne-Moore                            |               |                     |
| 25 settembre | Coupe Porée 1966 Parigi, Francia Terra rossa Singolare - Doppio                                    | Françoise Dürr Fay Toyne-Moore 9-7 6-1    | Rosa Maria Reyes Darmon Anne-Marie Rouchon |               |                     |
| 25 settembre | Santa Clara Championships 1966 San Jose, USA Cemento Singolare - Doppio                            | Lynn Abbes 6-1 6-0                        | Rhoda Herron                               |               |                     |
| 25 settembre | Santa Clara Championships 1966 San Jose, USA Cemento Singolare - Doppio                            |                                           |                                            |               |                     |

## Ottobre
| Settimana  | Torneo                                                                                               | Vincitore                                                  | FINalista                                    | Semifinalisti | Eliminati ai quarti |
| ---------- | --- | ---------------------------------------------------------- | -------------------------------------------- | ------------- | ------------------- |
| 1º ottobre | Permian Basin RC Invitation 1966 Midland, USA Singolare - Doppio                                     | Patsy Rippy 9-7 6-4                                        | Becky Vest                                   |               |                     |
| 1º ottobre | Permian Basin RC Invitation 1966 Midland, USA Singolare - Doppio                                     | Virginia Brown Patsy Rippy 6-4 3-6 6-2                     | Becky Vest Nancy Osborne                     |               |                     |
| 2 ottobre  | Pacific Coast Championships 1966 Berkeley, USA Cemento Singolare - Doppio                            | Maria Esther Bueno 6-4 2-6 6-1                             | Rosie Casals                                 |               |                     |
| 2 ottobre  | Pacific Coast Championships 1966 Berkeley, USA Cemento Singolare - Doppio                            | Rosie Casals Judy Tegart-Dalton 6-1 6-4                    | Winnie Shaw Virginia Wade                    |               |                     |
| 2 ottobre  | Pacific Coast Championships 1966 Berkeley, USA Cemento Singolare - Doppio                            | Doppio misto: Jim McManus Judy Tegart-Dalton 3-6 13-11 6-2 | Terry Ryan Virginia Wade                     |               |                     |
| 2 ottobre  | Venezuelan Clay Court Championships 1966 Caracas, Venezuela Terra rossa Singolare - Doppio           | B. Raytler 6-3 6-3                                         | V. Mandel                                    |               |                     |
| 2 ottobre  | Venezuelan Clay Court Championships 1966 Caracas, Venezuela Terra rossa Singolare - Doppio           |                                                            |                                              |               |                     |
| 2 ottobre  | Victorian Hard Court Championships 1966 Melbourne, Australia Terra rossa Singolare - Doppio          | Turner 2-6 6-1 11-9                                        | Beryl Jenkins                                |               |                     |
| 2 ottobre  | Victorian Hard Court Championships 1966 Melbourne, Australia Terra rossa Singolare - Doppio          |                                                            |                                              |               |                     |
| 2 ottobre  | Torneo di Valparaiso 1966 Valparaíso, Cile Terra rossa Singolare - Doppio                            | Norma Baylon 4-6 6-4 6-3                                   | Carmen Ibarra                                |               |                     |
| 2 ottobre  | Torneo di Valparaiso 1966 Valparaíso, Cile Terra rossa Singolare - Doppio                            |                                                            |                                              |               |                     |
| 3 ottobre  | Barcelona International 1966 Barcellona, Spagna Terra rossa Singolare - Doppio                       | Helga Schultze-Hösl 6-1 6-2                                | Alice Luthy-Tym                              |               |                     |
| 3 ottobre  | Barcelona International 1966 Barcellona, Spagna Terra rossa Singolare - Doppio                       |                                                            |                                              |               |                     |
| 3 ottobre  | Australian Capital Territory Championships Championships 1966 Canberra, Australia Singolare - Doppio | Jill Blackman 6-3 6-1                                      | Jan Lehane                                   |               |                     |
| 3 ottobre  | Australian Capital Territory Championships Championships 1966 Canberra, Australia Singolare - Doppio |                                                            |                                              |               |                     |
| 8 ottobre  | South Coast Championships 1966 Southport, Australia Singolare - Doppio                               | Lexie Kenny 6-2 6-3                                        | N. Gibson                                    |               |                     |
| 8 ottobre  | South Coast Championships 1966 Southport, Australia Singolare - Doppio                               |                                                            |                                              |               |                     |
| 9 ottobre  | Balboa Bay Invitation 1966 Newport, USA Cemento Singolare - Doppio                                   | Dorothy Bundy Cheney 6-4 6-1                               | Mimi Henreid                                 |               |                     |
| 9 ottobre  | Balboa Bay Invitation 1966 Newport, USA Cemento Singolare - Doppio                                   |                                                            |                                              |               |                     |
| 10 ottobre | French National Championships 1966 Bordeaux, Francia Terra rossa Singolare - Doppio                  | Françoise Dürr 6-3 6-0                                     | Rosa Maria Reyes Darmon                      |               |                     |
| 10 ottobre | French National Championships 1966 Bordeaux, Francia Terra rossa Singolare - Doppio                  | Françoise Dürr Jeanine Lieffrig 6-4 6-3                    | Rosie Darmon Jacqueline Rees-Lewis           |               |                     |
| 11 ottobre | Campionati italiani assoluti di tennis 1966 Catania, Italia Terra rossa Singolare - Doppio           | Lea Pericoli 10-8 7-5                                      | Marie Therese Riedl                          |               |                     |
| 11 ottobre | Campionati italiani assoluti di tennis 1966 Catania, Italia Terra rossa Singolare - Doppio           | Roberta Beltrame Francesca Gordigiani 6-4 6-2              | Silvana Lazzarino Lea Pericoli               |               |                     |
| 13 ottobre | Israel International 1966 Tel Aviv, Israele Terra rossa Singolare - Doppio                           | Fay Toyne-Moore 6-3 6-4                                    | Rita Bentley                                 |               |                     |
| 13 ottobre | Israel International 1966 Tel Aviv, Israele Terra rossa Singolare - Doppio                           | Rita Bentley J. Wilson 6-4 6-2                             | Fay Toyne-Moore Sue Sara                     |               |                     |
| 16 ottobre | Sydney Metropolitan Grass Court Championships 1966 Sydney, Australia Erba Singolare - Doppio         | Joan Gibson 5-7 7-5 6-4                                    | Turner                                       |               |                     |
| 16 ottobre | Sydney Metropolitan Grass Court Championships 1966 Sydney, Australia Erba Singolare - Doppio         | Elizabeth Fenton Lesley Turner 2-2 ritiro                  | Meryl Jones Pat Turner                       |               |                     |
| 16 ottobre | Tampa Invitation 1966 Tampa, USA Terra rossa Singolare - Doppio                                      | Alice Luthy-Tym 6-0 6-0                                    | Tish Adams                                   |               |                     |
| 16 ottobre | Tampa Invitation 1966 Tampa, USA Terra rossa Singolare - Doppio                                      |                                                            |                                              |               |                     |
| 23 ottobre | Queensland Hard Court Championships 1966 Nambour, Australia Terra rossa Singolare - Doppio           | Lesley Turner Bowrey 6-4 6-4                               | Gail Sherriff Chanfreau Lovera               |               |                     |
| 23 ottobre | Queensland Hard Court Championships 1966 Nambour, Australia Terra rossa Singolare - Doppio           | Karen Krantzcke Lesley Turner 7-5 6-1                      | Gail Sherriff Faye Toyne                     |               |                     |
| 23 ottobre | Stalybridge Tournament 1966 Stalybridge, Gran Bretagna Campo indoor Singolare - Doppio               | Virginia Wade 6-2 6-1                                      | Ann Haydon Jones                             |               |                     |
| 23 ottobre | Stalybridge Tournament 1966 Stalybridge, Gran Bretagna Campo indoor Singolare - Doppio               | Virginia Wade Ann Haydon Jones 6-4 6-0                     | Sally Holdsworth Joyce Barclay-Williams-Hume |               |                     |
| 26 ottobre | Torneo di Messina 1966 Messina, Italia Terra rossa Singolare - Doppio                                | Marie Therese Riedl 6-1 6-1                                | Jeanine Lieffrig                             |               |                     |
| 26 ottobre | Torneo di Messina 1966 Messina, Italia Terra rossa Singolare - Doppio                                |                                                            |                                              |               |                     |
| 30 ottobre | Argentina International Championships 1966 Buenos Aires, Argentina Terra rossa Singolare - Doppio    | Norma Baylon 6-3 7-9 6-4                                   | Nancy Richey                                 |               |                     |
| 30 ottobre | Argentina International Championships 1966 Buenos Aires, Argentina Terra rossa Singolare - Doppio    | Norma Baylon Nancy Richey 6-1 6-4                          | Rosie Casals Ingrid Lofdahl-Bentzer          |               |                     |

## Novembre
| Settimana   | Torneo                                                                                               | Vincitore                                         | FINalista                                   | Semifinalisti | Eliminati ai quarti |
| ----------- | --- | ------------------------------------------------- | ------------------------------------------- | ------------- | ------------------- |
| 6 novembre  | Palace Hotel Covered Court Championships 1966 Torquay, Gran Bretagna Campo indoor Singolare - Doppio | Joyce Barclay-Williams-Hume 6-4 5-5 ritiro        | Ann Haydon Jones                            |               |                     |
| 6 novembre  | Palace Hotel Covered Court Championships 1966 Torquay, Gran Bretagna Campo indoor Singolare - Doppio | Ann Haydon Jones Virginia Wade 6-2 6-4            | Jill Rook Mills Joyce Barclay-Williams-Hume |               |                     |
| 6 novembre  | Arcadia Championships 1966 Arcadia, USA Campo indoor Singolare - Doppio                              | Carole Loop 6-3 6-2                               | Pam Teeguarden                              |               |                     |
| 6 novembre  | Arcadia Championships 1966 Arcadia, USA Campo indoor Singolare - Doppio                              |                                                   |                                             |               |                     |
| 6 novembre  | Queensland Championships 1966 Brisbane, Australia Erba Singolare - Doppio                            | Lesley Turner Bowrey 6-0 8-6                      | Kerry Melville Reid                         |               |                     |
| 6 novembre  | Queensland Championships 1966 Brisbane, Australia Erba Singolare - Doppio                            | Lesley Turner Bowrey Judy Tegart-Dalton 6-4 6-3   | Karen Krantzcke Kerry Melville Reid         |               |                     |
| 6 novembre  | Queensland Championships 1966 Brisbane, Australia Erba Singolare - Doppio                            | Doppio misto: Lesley Turner Owen Davidson 6-4 9-7 | Judy Tegart-Dalton Jim McManus              |               |                     |
| 12 novembre | Bermuda Invitation 1966 Paget, Bermuda Terra rossa Singolare - Doppio                                | Alice Luthy-Tym 6-1 6-2                           | Kay Hubbell                                 |               |                     |
| 12 novembre | Bermuda Invitation 1966 Paget, Bermuda Terra rossa Singolare - Doppio                                |                                                   |                                             |               |                     |
| 12 novembre | Colombian National Championships 1966 Medellín, Colombia Terra rossa Singolare - Doppio              | María-Isabel Fernández 6-0 6-2                    | M. Holguin                                  |               |                     |
| 12 novembre | Colombian National Championships 1966 Medellín, Colombia Terra rossa Singolare - Doppio              |                                                   |                                             |               |                     |
| 13 novembre | Barcelona Barcino Championships 1966 Barcellona, Spagna Terra rossa Singolare - Doppio               | Pilar Barril 6-2 6-4                              | Maria-Jose Aubet                            |               |                     |
| 13 novembre | Barcelona Barcino Championships 1966 Barcellona, Spagna Terra rossa Singolare - Doppio               |                                                   |                                             |               |                     |
| 14 novembre | Perth Championships 1966 Perth, Australia Singolare - Doppio                                         | Lesley Hunt 6-1 6-1                               | B. Wall                                     |               |                     |
| 14 novembre | Perth Championships 1966 Perth, Australia Singolare - Doppio                                         | Lesley Hunt Vicki Kerr Lancaster 6-1 6-4          | A. McKenzie B. Maddison                     |               |                     |
| 19 novembre | Coral Beach Invitation 1966 Coral Beach, Bermuda Terra rossa Singolare - Doppio                      | Alice Luthy-Tym 6-3 6-0                           | Kay Hubbell                                 |               |                     |
| 19 novembre | Coral Beach Invitation 1966 Coral Beach, Bermuda Terra rossa Singolare - Doppio                      |                                                   |                                             |               |                     |
| 20 novembre | New South Wales Championships 1966 Sydney, Australia Erba Singolare - Doppio                         | Lesley Turner Bowrey 6-8 9-7 6-3                  | Kerry Melville Reid                         |               |                     |
| 20 novembre | New South Wales Championships 1966 Sydney, Australia Erba Singolare - Doppio                         | Lesley Turner Bowrey Judy Tegart-Dalton 6-4 6-4   | Rosie Casals Jan Lehane                     |               |                     |
| 20 novembre | New South Wales Championships 1966 Sydney, Australia Erba Singolare - Doppio                         | Doppio misto: Judy Tegart Tony Roche 6-2 6-4      | Lesley Turner Owen Davidson                 |               |                     |
| 27 novembre | Fort Worth Thanksgiving Tournament 1966 Fort Worth, USA Terra rossa Singolare - Doppio               | Patsy Rippy 6-1 6-1                               | Lowden                                      |               |                     |
| 27 novembre | Fort Worth Thanksgiving Tournament 1966 Fort Worth, USA Terra rossa Singolare - Doppio               | Emilie Burrer Mary Lowden 6-2 6-3                 | Virginia Brown Patsy Rippy                  |               |                     |

## Dicembre
| Settimana   | Torneo                                                                            | Vincitore                                             | FINalista                              | Semifinalisti | Eliminati ai quarti |
| ----------- | --------------------------------------------------------------------------------- | ----------------------------------------------------- | -------------------------------------- | ------------- | ------------------- |
| 1º dicembre | South West Championships 1966 Tempe, USA Cemento Singolare - Doppio               | Dorothy Bundy Cheney 6-0 9-7                          | Sally Perry                            |               |                     |
| 1º dicembre | South West Championships 1966 Tempe, USA Cemento Singolare - Doppio               | R. Fri Dorothy Bundy Cheney 6-0 4-6 6-4               | Sheila Wilson D. Clayton               |               |                     |
| 1º dicembre | Torneo di Karachi 1966 Karachi, Pakistan Singolare - Doppio                       | Galina Bakšeeva 6-0 6-0                               | Z. Janson                              |               |                     |
| 1º dicembre | Torneo di Karachi 1966 Karachi, Pakistan Singolare - Doppio                       |                                                       |                                        |               |                     |
| 1º dicembre | Chilean National Championships 1966 Santiago, Cile Terra rossa Singolare - Doppio | Carmen Fernandez 6-2 6-3                              | Leyla Musalem                          |               |                     |
| 1º dicembre | Chilean National Championships 1966 Santiago, Cile Terra rossa Singolare - Doppio | Carmen Fernandez Michelle Rodriguez 6-3 6-3           | Berrios Ana Cornejo                    |               |                     |
| 1º dicembre | Chilean National Championships 1966 Santiago, Cile Terra rossa Singolare - Doppio | Doppio misto: Helen Jacobs Lars Olander 4-6 7-5 10-8  | Berrios Eduardo Sorriano               |               |                     |
| 4 dicembre  | Victorian Championships 1966 Melbourne, Australia Erba Singolare - Doppio         | Rosie Casals 1-6 6-1 7-5                              | Kerry Melville Reid                    |               |                     |
| 4 dicembre  | Victorian Championships 1966 Melbourne, Australia Erba Singolare - Doppio         | Kerry Melville Reid Karen Krantzcke Finale cancellata | Betty Stöve Lidy Venneboer             |               |                     |
| 4 dicembre  | Victorian Championships 1966 Melbourne, Australia Erba Singolare - Doppio         | Doppio misto:Torneo cancellato                        |                                        |               |                     |
| 4 dicembre  | Coupe Albert Canet 1966 Parigi, Francia Campo indoor Singolare - Doppio           | Jeanine Lieffrig 8-6 2-6 8-6                          | Rosa Maria Reyes Darmon                |               |                     |
| 4 dicembre  | Coupe Albert Canet 1966 Parigi, Francia Campo indoor Singolare - Doppio           | Jeanine Lieffrig Rosa Maria Reyes Darmon 6-2 7-5      | Suzanne Le Besnerais Daniele Bouteleux |               |                     |
| 4 dicembre  | Coupe Albert Canet 1966 Parigi, Francia Campo indoor Singolare - Doppio           | Doppio misto: Rosie Darmon Pierre Darmon 3-6 6-2 6-4  | Daniele Bouteleux Alain Bouteleux      |               |                     |
| 17 dicembre | South Australian Championships 1966 Adelaide, Australia Erba Singolare - Doppio   | Lesley Turner Bowrey 6-2 6-4                          | Kerry Melville Reid                    |               |                     |
| 17 dicembre | South Australian Championships 1966 Adelaide, Australia Erba Singolare - Doppio   | Lesley Turner Bowrey Judy Tegart-Dalton 7-5 6-4       | Rosie Casals Nancy Richey              |               |                     |
| 17 dicembre | South Australian Championships 1966 Adelaide, Australia Erba Singolare - Doppio   | Doppio misto: Tony Roche Judy Tegart-Dalton 7-5 6-4   | Françoise Dürr Claude De Gronckel      |               |                     |
| 31 dicembre | Border Championships 1966 East London, Sudafrica Cemento Singolare - Doppio       | Virginia Wade 6-3 6-4                                 | Patricia Walkden-Pretorius             |               |                     |
| 31 dicembre | Border Championships 1966 East London, Sudafrica Cemento Singolare - Doppio       | Annette Van Zyl Virginia Wade 6-2 6-3                 | Glenda Swan Patricia Walkden-Pretorius |               |                     |
| 31 dicembre | Royal South Yarra Tournament 1966 Melbourne, Australia Singolare - Doppio         | Beryl Jenkins                                         | Lidy Venneboer                         |               |                     |
| 31 dicembre | Royal South Yarra Tournament 1966 Melbourne, Australia Singolare - Doppio         | Lidy Venneboer Betty Stöve 6-2 6-1                    | Françoise Dürr Evelyne Terras          |               |                     |